# Go (Spiel)

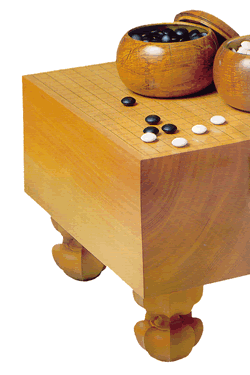
Ein japanischer Go-Tisch –
Goban (jap. 碁盤, ごばん) genannt.

Go (chinesisch 圍棋 / 围棋, Pinyin wéiqí, Jyutping wai4kei4*2; japanisch 囲碁 igo; koreanisch 바둑 baduk; wörtlich „Umzingelungsspiel“) ist ein Brettspiel für zwei Spieler und gilt als eines der komplexesten aller weltweit bekannten Strategiespiele. Das Spiel stammt ursprünglich aus dem antiken China und hat sich im Laufe seiner Geschichte auch in Japan und Korea entfaltet. In diesen Ländern genießt das Go ein dem westlichen Schach vergleichbares Ansehen.
Erst seit dem späten 19. Jahrhundert findet Go außerhalb Ostasiens Verbreitung. Unter den westlichen Ländern zählt Deutschland die meisten aktiven Spieler. Die International Go Federation (IGF) bezifferte im Jahr 2011 die Zahl der Go-Spieler weltweit auf rund 40 Millionen. Die British Go Association (BGA) gab 2013 die Zahl der weltweiten Spieler mit 60 Millionen an.

## Charakterisierung

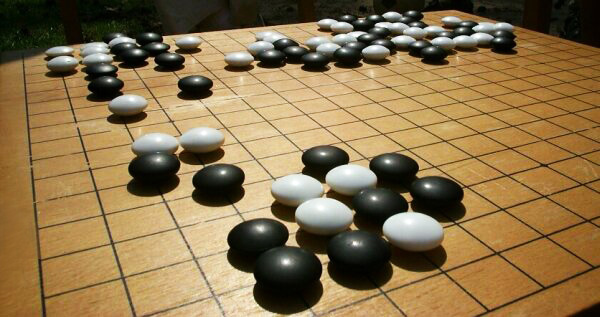
Spielbrett

Zwei Spieler setzen abwechselnd linsenförmige Spielsteine auf die Schnittpunkte der Spielfeldlinien. Dabei versuchen sie, „Gebiet“ abzugrenzen, dieses zu sichern und dabei nach Möglichkeit Spielsteine des Gegners „gefangen“ zu nehmen. Durch das Setzen von geeigneten Formationen können nach und nach gesicherte Stellungen geschaffen werden. Nach Spielende wird die Größe der Gebiete verglichen und die Anzahl der gefangenen Spielsteine hinzugezählt. Das Ziel ist also nicht, den Gegner vollständig zu vernichten, sondern mehr Punkte als dieser zu erzielen. Go ist dank der Anzahl möglicher Spielzüge so komplex, dass ein Spieler sein Leben lang an der Verfeinerung seines Stils und seiner Spielstärke arbeiten kann. Dabei sind die Grundregeln so einfach, dass man nach einer kurzen Einführung sofort spielen kann. Der Reiz des Spiels liegt darin, dass die Spieler jederzeit sowohl die lokalen Situationen als auch das Gesamtbild beachten sollten. Eine lokal verlorene Situation kann später noch mit anderen Stellungen auf dem Brett wechselwirken und so eine nützliche Rolle haben. Jeder gesetzte Stein hat häufig mehrere Funktionen, von der Stärkung einer eigenen Gruppe von Steinen über die Schaffung einer Verbindungsmöglichkeit mit einer zweiten Gruppe bis hin zu einem Angriff auf gegnerisches Territorium. Deshalb können Spieler je nach Veranlagung versuchen, möglichst große Territorien anzulegen oder genau dies beim Gegner zu verhindern. Schwächere Spieler streben oft frühzeitig sichere Territorien an, während starke Spieler vielfach erst in einer späten Partiephase ihre Gebietsanlagen zu sicherem Territorium machen.
Unterschiedliche Spielstärken können durch bis zu neun Vorgabesteine ausgeglichen werden. Dadurch hat auch ein schwächerer Spieler eine Chance auf den Sieg, während für den stärkeren Spieler die Herausforderung darin besteht, trotz der Vorgabe zu gewinnen.
Die technische Beherrschung des Spiels ist zwar ein wichtiger, aber nicht der einzige Aspekt des Go: Das Spiel kann zur Meditation anregen und grundsätzliche Einsichten über Konfliktsituationen vermitteln. In den unterschiedlichen Arten, mit den Herausforderungen des Go umzugehen, spiegeln sich Aspekte der jeweiligen Spieler-Persönlichkeit. Eine von beiden Spielern gut geführte Partie kann als Kunstwerk empfunden werden.

## Etymologie – Die Bezeichnung Go
Die moderne chinesische Bezeichnung für Go ist „Weiqi“ (圍棋 / 围棋). Daneben gibt es die seltenere Bezeichnung „Yiqi“ (弈棋) oder kurz „Yi“ (弈). Diese Namen sind Zusammensetzungen mit dem Wort „Qi“ (棋), das in klassischen chinesischen Texten oft allein für das Spiel verwendet wird – siehe heutige Schreibung in Japan (碁 go) als grafische Variante desselben Schriftzeichens.
In Japan ist 棋 (jap. ki) zwar ebenfalls gebräuchlich, in erster Linie wird aber das Schriftzeichen 碁 (jap. go) bzw. dessen Kompositum 囲碁 igo verwendet. Die in der westlichen Welt etablierte Bezeichnung „Go“ ist der klassische japanische Name des Spiels.
Letztlich haben alle drei Schriftzeichen „棋, 碁 bzw. 棊“ denselben historischen Ursprung im antiken China und sind grafische Varianten voneinander. Gebrauch, Bedeutung und Lesung der drei Zeichen unterscheiden sich heute jedoch in China und Japan bzw. Korea.

## Geschichte

### China

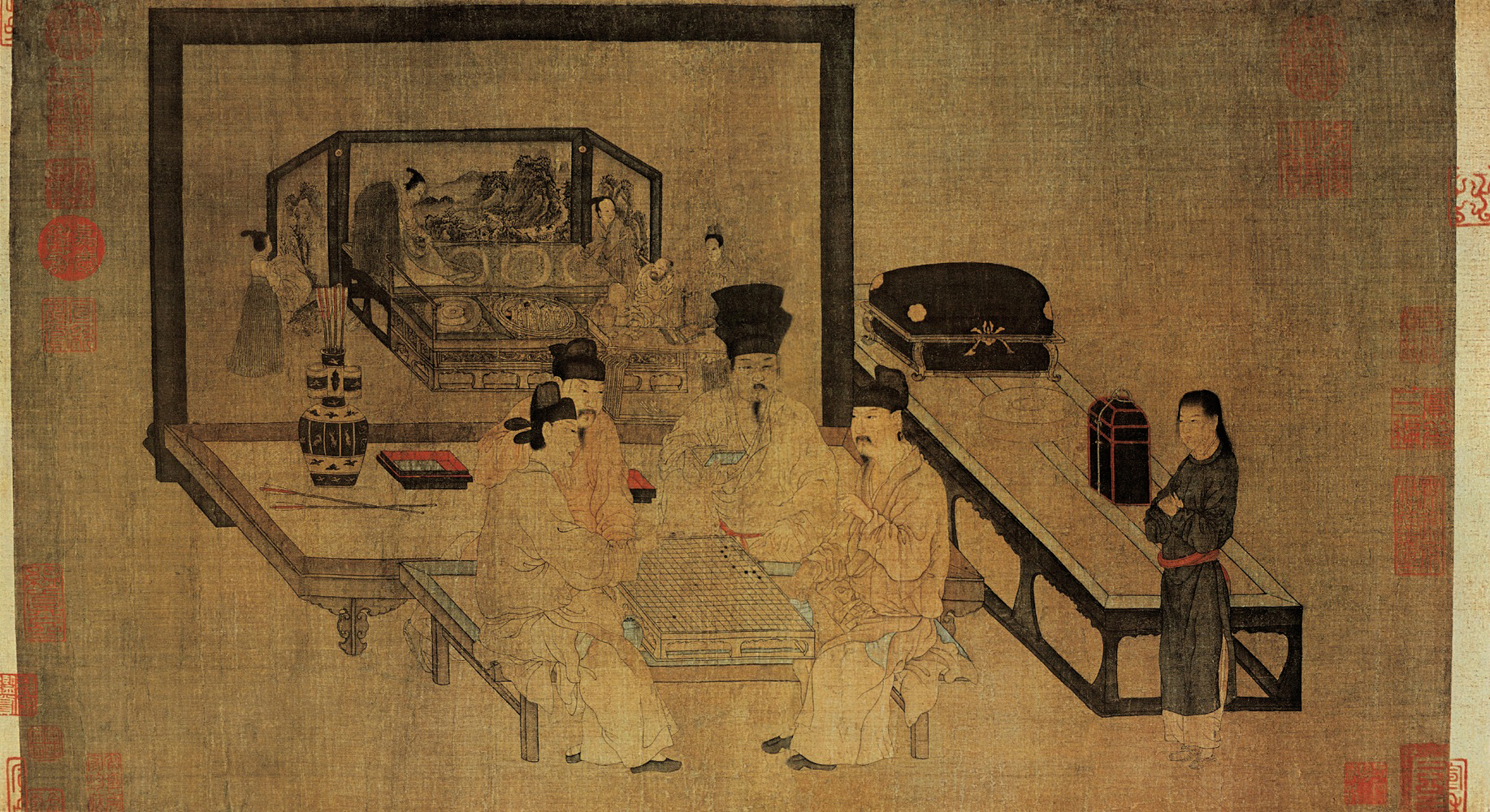
Go-Spieler der Song-Zeit (重屏會棋圖 (Chóngpíng Huìqí Tú)) – Chin. Kunst, Zhou Wenju 942–961

Die genauen Ursprünge des Spiels sind ungeklärt. Nach Auffassung einiger Autoren beziehen sich bereits Stellen in den Zuozhuan-Annalen (4. Jahrh. v. Chr.) auf Weiqi, was der chinesische Name des Go ist. Sicher zugeordnete Bezüge und archäologische Funde stammen aus der Zeit kurz nach der Zeitenwende. Daher kann man Go gemeinsam mit Backgammon und Mühle zu den ältesten bekannten Strategiespielen der Welt zählen. In der Han-Zeit verbreitete sich Weiqi in der Bevölkerung und wurde auch in der Beamtenelite ein Zeitvertreib. Während der Tang-Dynastie erlebte Weiqi eine erste Blüte, sodass es auch am Kaiserhof ausgiebig gespielt wurde. Die Tang-Zeit war eine bedeutende Epoche der chinesischen Geschichte, in der die Kultur einen Höhepunkt erlebte. Die kaiserliche Bürokratie benötigte unzählige Beamte, wodurch eine gut ausgebildete Klasse zur Verfügung stand, die sich für das Weiqi-Spiel interessierte. Zu jener Zeit gehörte das Spiel zu den vier klassischen Künsten Lautenspiel, Brettspiel, Kalligrafie und Malerei (Qin Qi Shu Hua 琴棋書畫 / 琴棋书画), die eine gebildete Person beherrschen sollte.
Unter späteren Dynastien behielt das Brettspiel seine Anziehungskraft. So soll auch der Song-Kaiser Huizong ein begeisterter Weiqi-Spieler gewesen sein, ebenso wie der erste Ming-Kaiser Hongwu, der eine berühmte Partie gegen seinen General Xu Da verlor und diesem daraufhin seine Gartenvilla in Nanjing schenken musste. Noch am kaiserlichen Hof der Qing-Dynastie war das Spiel beliebt. Mit dem Untergang des Kaiserreichs 1911 versank Weiqi mit der verlorenen kultivierten Oberschicht Chinas weitestgehend. Erst in den 1980er Jahren nach der Kulturrevolution kam es zum Wiederaufleben des Weiqi.

### Korea
Go heißt in Korea baduk. Die Herkunft dieses Wortes ist unklar und es lässt sich nicht aus den chinesischen Schriftzeichen ableiten. Das Spiel war wahrscheinlich schon in der Drei-Reiche-Zeit (1.–7. Jh.) bekannt und dürfte in den obersten Schichten ähnlich beliebt wie in China gewesen sein. Ab der mittleren Joseon-Zeit (16. –20. Jh.) verbreitete sich das Sunjang Baduk, eine Variante des Spiels, in der die ersten 16 Züge fix positioniert wurden. Dies führte zu einer kampfbetonten Spielweise, in der übergeordnete Strategien der Eröffnung (jap. fuseki) keine Rolle spielten. Erst unter japanischer Okkupation (1910–1945) wurden die alten Regeln erneut in Korea eingeführt. In die Szene der internationalen Spitzenprofis fanden zunächst nur japanische Exil-Koreaner wie Chō Chikun (kor. Jo Chi-hun) Eingang, bevor in den 1980er Jahren ein Baduk-Boom einsetzte, der internationale Meister wie Lee Sedol hervorbrachte und die japanische Profi-Szene von der Spitze verdrängte.

### Japan
Die Legende besagt, dass Kibi no Makibi (695–775) das Spiel 735 nach Japan brachte. Er wurde als Gesandter in die chinesische Hauptstadt Chang’an beordert, das politische und kulturelle Zentrum der damaligen Welt. Dort sollte er am Hof des Tang-Kaisers Xuanzong Wissenschaften und Künste studieren. Von 717 bis 735 blieb er in Chinas Hauptstadt. Auf seiner Rückreise soll er dann ein Weiqi-Spiel mitgenommen haben, das er dann unter dem Namen Go in seiner Heimat bekannt machte. Womöglich ist es tatsächlich Kibi no Makibi zu verdanken, dass dieses Spiel in die japanische Aristokratie eingeführt wurde, galt doch die verfeinerte Kultur der Tang-Herrscher als vorbildlich für die Japaner. Dennoch findet sich das japanische Schriftzeichen für Go (碁) bereits im Kojiki aus dem Jahr 712, was dafür spricht, dass das Spiel schon vor Kibi in Japan bekannt war.

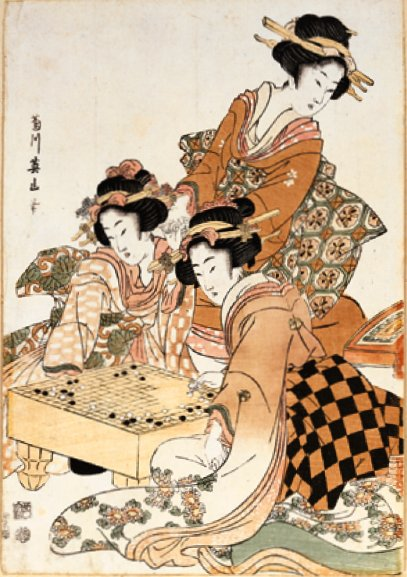
Go-Spielerinnen der Edo-Zeit – Jap. Kunst, Kikukawa Eizan ca. 1811

Mit Beginn der Edo-Periode im frühen 17. Jahrhundert änderten sich die politischen Verhältnisse in Japan grundlegend. Der neue Shōgun aus dem Hause der Tokugawa war dem Go sehr zugetan und förderte es stark: Es entstand der Posten des godokoro („Go-Minister“) und ein jährlicher Wettkampf o-shiro-go (wtl. „Go in der Burg“) in Anwesenheit des Shōgun, bei der der stärkste Go-Spieler ermittelt wurde. Zu diesem Zweck erhielten die stärksten Spieler Stipendien, sodass sie sich ausschließlich dem Go widmen konnten. Um diese Zeit entstanden so vier Schulen, die bis ins 19. Jh. bestanden: die Honinbo-Schule, die Inoue-Schule, die Yasui-Schule und die Hayashi-Schule.
Unter diesen vier Schulen herrschte große Rivalität, was dem Go-Spiel zu einem bis dato nicht erreichten Niveau verhalf. Unter anderem wurde in dieser Zeit ein Rangsystem eingeführt, welches an das der Kampfkünste angelehnt war. Der beste Spieler der Edo-Periode, Shūsaku Kuwahara, entwickelte unter anderem eine neue Eröffnung, die nach ihm benannte Shūsaku-Eröffnung, die noch bis ins 20. Jahrhundert gespielt wurde. Shūsaku blieb während der jährlichen o-shiro-go-Wettkämpfe 19 Mal in Folge ungeschlagen, bevor er im Alter von 33 Jahren der Cholera-Epidemie von 1862 bis 1863 erlag.
Mit dem Fall des Tokugawa-Shogunats 1868 endete auch die staatliche Subvention der Go-Schulen. Mit der Zeit übernahmen aber Tageszeitungen die Rolle von Go-Sponsoren, sodass das hohe Niveau des japanischen Go erhalten blieb. Zu Ehren der Honinbo-Schule, der die meisten Top-Spieler des vormodernen Japan entstammten, trägt eine der japanischen Meisterschaften den Namen Honinbo.
Die Blüte, die das japanische Go durch seine frühe Förderung erfuhr, führte dazu, dass die weltweit stärksten Spieler bis ins späte 20. Jahrhundert zumeist aus Japan kamen. Dies mag zugleich ein Grund dafür sein, warum das Spiel in westlichen Sprachen unter seiner japanischen Bezeichnung besser bekannt ist als unter seinem ursprünglichen chinesischen Namen. Seit den späten 1980er Jahren ist es jedoch in China und vor allem in Korea zu einem regelrechten Go-Boom gekommen, der dazu geführt hat, dass Japan seine ehemalige Vormachtstellung bei internationalen Turnieren verloren hat.
Go war lange Zeit eine Männerdomäne, ähnlich dem Schach. Jedoch haben die Öffnung von Turnieren und der Aufstieg starker weiblicher Spieler, vornehmlich Rui Naiwei, zunehmend die Kompetenz und Spielstärke von Spielerinnen unter Beweis gestellt.
In Japan gibt es schätzungsweise zehn Millionen Go-Spieler. Seit 1998 hat die japanische Manga- und Anime-Serie Hikaru no Go, deren Geschichte sich mit Go-Spielern befasst, die Popularität von Go unter Kindern und Jugendlichen stark erhöht. Auf der ganzen Welt ist seitdem die Anzahl von Go-Clubs, Go-AGs und jugendlichen Go-Spielern deutlich gestiegen.

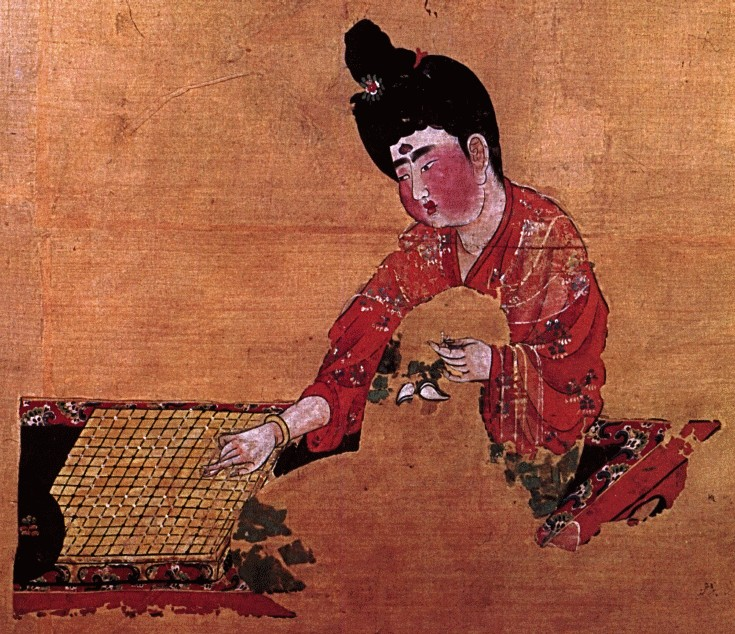
Die älteste bekannte Darstellung eines Go-Spiels (Tang-Zeit)
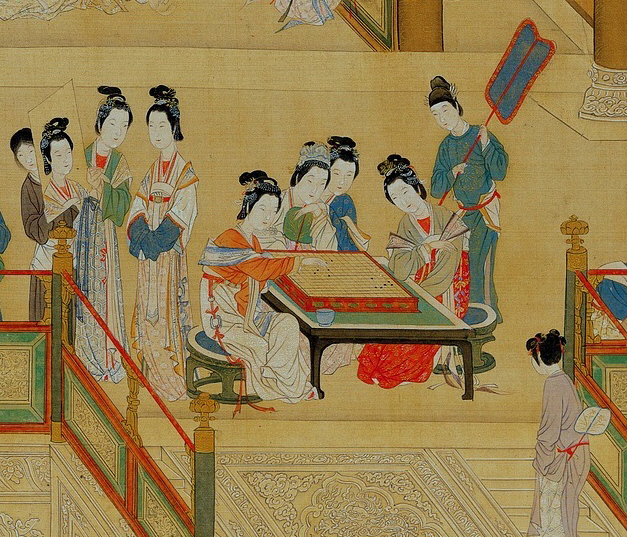
Go am chinesischen Kaiserhof (Ming-Zeit)
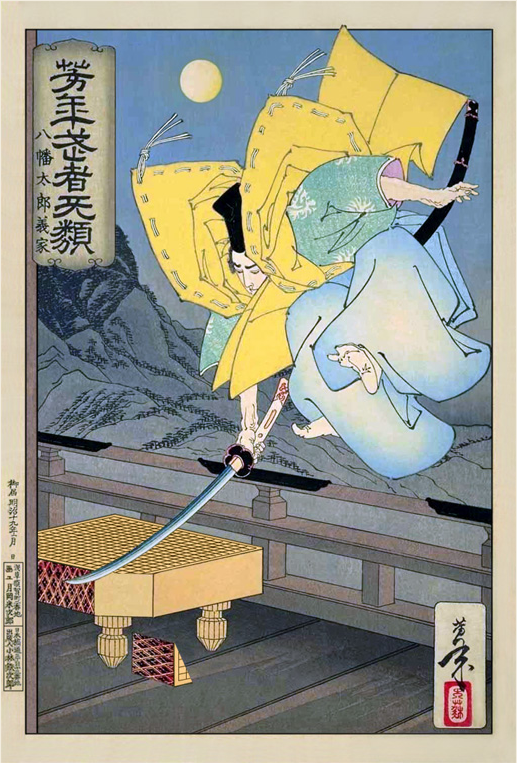
Der Held Minamoto no Yoshiie zerschneidet ein Go-Brett (von Yoshitoshi)
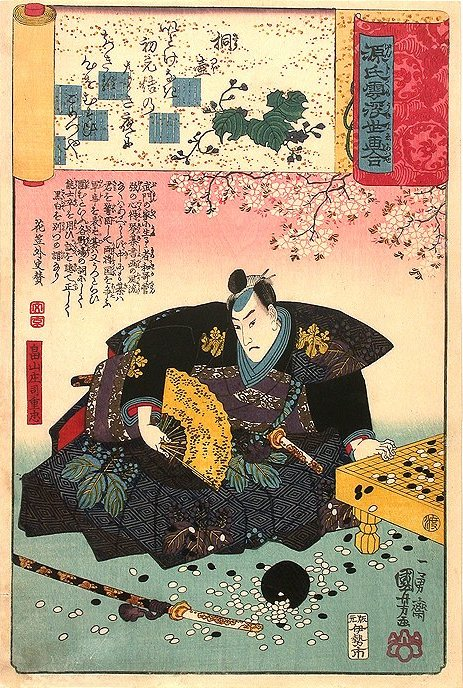
Samurai neben einem Go-Spiel (von Kuniyoshi)

### Andere Länder
In Europa wurde Go in den 1880er Jahren durch eine Artikelserie von Oskar Korschelt erstmals detailliert beschrieben: Das japanisch-chinesische Spiel „Go“. Ein Concurrent des Schach. Kurz danach wurden unter anderem in Leipzig und Wien erste Spielsets zum Verkauf angeboten. Bereits 1909 erschien eine deutsche Go-Zeitung in Graz, die nach dem Ersten Weltkrieg in Deutschland von Bruno Rüger fortgeführt wurde. Dank dieser publizistischen Tätigkeiten kommt dem deutschsprachigen Raum eine Pionierrolle in der Verbreitung des europäischen Go-Spiels zu. Emigranten aus Deutschland sorgten außerdem für die Verbreitung des Go in den USA, in den meisten nicht-asiatischen Industrienationen etablierte sich das Spiel aber erst ab den 1950er Jahren. In vielen größeren Städten entstanden Clubs und die ersten regelmäßigen Turniere fanden statt.
Mit etwas Verzögerung verbreitete sich Go in Osteuropa. In den 1980er Jahren war es begabten Spielern möglich, zu Turnieren ins westliche Ausland zu fahren, was für einen Motivationsschub sorgte. Seit den 1990er Jahren wird das europäische Spitzen-Go von Spielern aus den ehemals kommunistischen Ländern dominiert.
Deutschland verfügt sowohl in absoluten als auch in relativen Zahlen über die größte Go-Gemeinde außerhalb Ostasiens. Der Deutsche Go-Bund hat mit Stand Mitte 2021 über 2000 Mitglieder.

## Philosophie

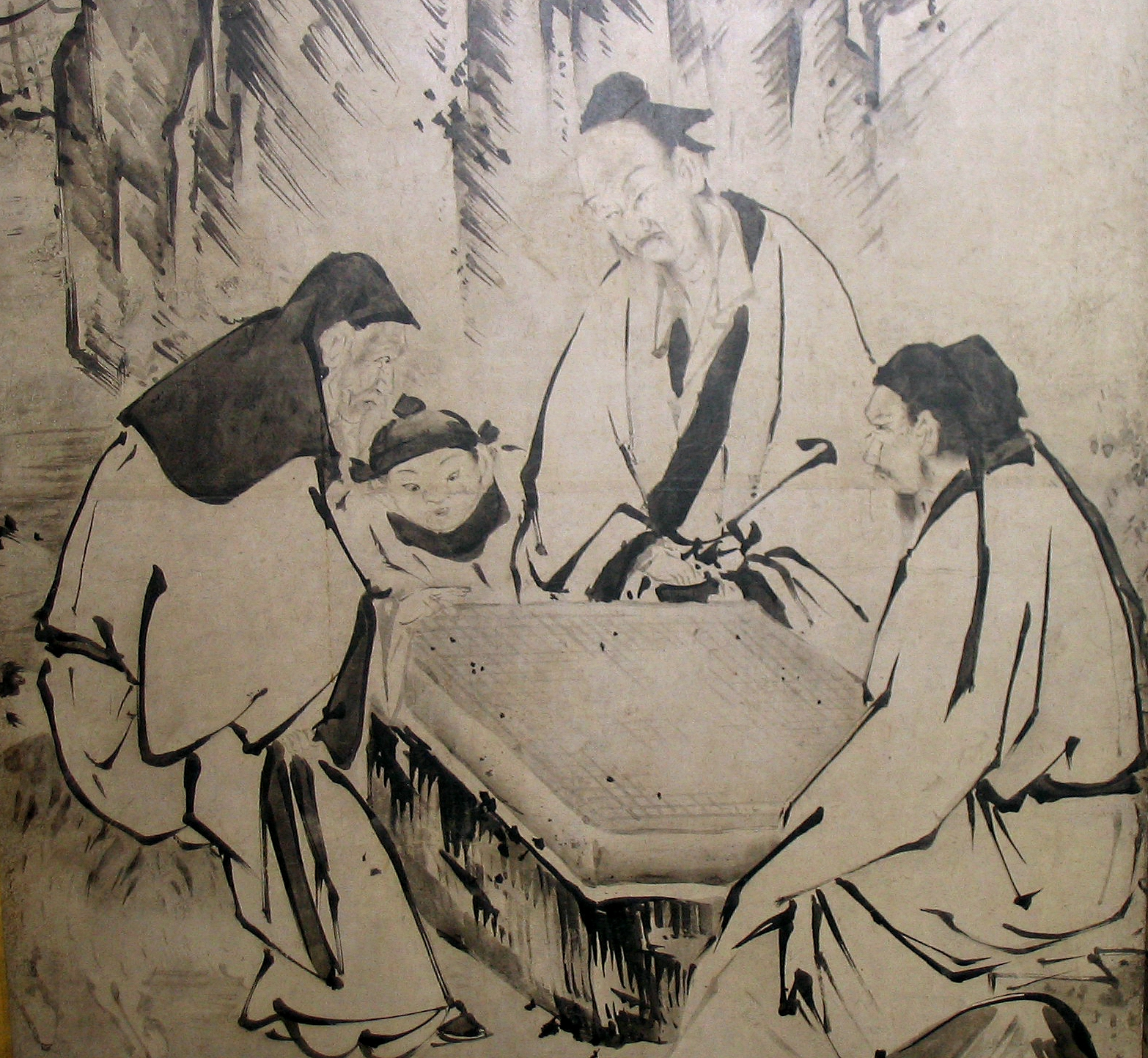
Go-Spieler der Mingzeit – Jap. Kunst, Kanō Eitoku (1543–1590)

Es gibt verschiedene Legenden zur Entstehung des Spieles, die die philosophischen Ideen und kulturellen Werte hinter dem Go veranschaulichen. Einer Überlieferung nach wurde das Spiel vom mythischen Urkaiser Yao als Unterrichtswerkzeug für seinen Sohn Danzhu entworfen, um ihn Disziplin, Konzentration und geistige Balance zu lehren. Dieser Legende verdankt das Spiel auch sein oft kolportiertes (aber historisch nicht belegtes) Alter von 4000 Jahren. Eine andere vermutete Genese des Spiels gibt an, dass in alten Zeiten chinesische Kriegsherren und Generäle Stücke eines Steins benutzten, um die Positionen auf dem Schlachtfeld abzubilden. Diese Legenden spiegeln die beiden grundlegenden Ideen des Go wider: die Entwicklung des eigenen Charakters und die Veranschaulichung des Wettstreits zweier Elemente. Oft bezieht man sich auf die im Daoismus verwurzelten Elemente Yin und Yang, die als treibende Kräfte auch auf dem Go-Brett agieren.

## Regeln
Zusammengefasst: Die Spieler setzen abwechselnd jeweils einen eigenen Stein auf die Schnittpunkte der Linien des Brettes. Man kann gegnerische Steine und Steingruppen schlagen, indem man sie rundum einschließt. Am Ende gewinnt der Spieler, der den größeren Teil des Brettes kontrolliert.
Die Grundregeln sind seit Entstehen des Spiels unverändert geblieben. Hier wird eine japanische Version der Regeln dargestellt, die in Deutschland populär ist. Andere Regeln (die chinesischen Regeln oder die Ing-Regeln) unterscheiden sich in Details. So erfolgt beispielsweise das Auszählen am Ende des Spieles anders, was aber fast immer zum selben Gewinner führt.
Das Spielmaterial besteht traditionell aus 181 schwarzen und 180 weißen Steinen, und die Parteien werden dementsprechend „Schwarz“ und „Weiß“ genannt. Dem Prinzip des Spiels nach ist die Anzahl der Züge nicht begrenzt. Die traditionelle Anzahl der Spielsteine reicht aber praktisch immer aus, denn damit können theoretisch alle Punkte des Spielbrettes besetzt werden.
Auf dem Spielbrett sind 19 horizontale und 19 vertikale Linien, die ein Gitter von 19×19 = 361 Schnittpunkten bilden. Auf diese Punkte werden die Steine gesetzt. Für kürzere Partien und besonders für Anfänger eignen sich kleinere Spielbretter, meistens in der Größe 13×13 oder 9×9. Die Spielregeln sind für alle Brettgrößen gleich.

### Regel 1: Ziehen
Das Brett ist zu Beginn leer, es sei denn, der schwächere Spieler erhält eine Vorgabe. Schwarz beginnt, die Spieler ziehen dann abwechselnd. Der Spieler, der am Zug ist, darf einen Stein aus seinem Vorrat auf einen beliebigen leeren Punkt setzen. Anders als beim Schach gibt es jedoch keine Zugpflicht, das heißt, ein Spieler darf auch auf seinen Zug verzichten (passen). Wenn beide Spieler nacheinander passen, ist das Spiel zu Ende. Dies tritt dann ein, wenn beide Spieler erkennen, dass weiteres Setzen keinen Punktgewinn oder sogar einen Punktverlust bedeuten würde. Es wird allgemein also nie ein Spieler zu einem für ihn ungünstigen Zug gezwungen; das zeigt sich insbesondere auch beim Thema „Seki“, siehe im Abschnitt #Leben und Tod.
Gesetzte Steine werden im weiteren Spiel nicht mehr bewegt (daher sprechen manche Spieler, besonders nach einer Tradition der DDR, nicht von „Zügen“, sondern von „Sätzen“). Steine können aber unter bestimmten Bedingungen geschlagen, d. h. vom Brett entfernt werden (siehe unten).

### Regel 2: Freiheiten von Steinen und Gruppen
Unbesetzte Punkte, die einem Stein benachbart sind, werden Freiheiten dieses Steins genannt. Benachbart sind Punkte, wenn sie direkt nebeneinander liegen und durch eine Linie des Spielbretts verbunden sind. Benachbart sind also horizontal und vertikal angrenzende, aber nicht diagonal gegenüberliegende Punkte. Somit besitzt ein Punkt in der Mitte des Spielbretts vier Nachbarpunkte, ein Randpunkt drei und ein Eckpunkt nur zwei.
Wenn ein Nachbarpunkt eines Steins mit einem gegnerischen Stein besetzt ist, hat der Stein hierdurch eine Freiheit weniger. Eigene Steine auf einem Nachbarpunkt nehmen jedoch keine Freiheiten weg, vielmehr bilden alle durch eine Linie verbundenen Steine derselben Farbe eine Gruppe, meist Kette genannt. Freiheiten werden dann immer nur für eine Kette als ganze betrachtet. Die Freiheiten einer Kette sind alle die unbesetzten Punkte, die zu irgendeinem ihrer Steine benachbart sind. Damit keine Fallunterscheidung zwischen Kette und Einzelstein nötig ist, wird ein einzeln liegender Stein ebenfalls als Kette (der Länge 1) aufgefasst.
Die Regel besagt nun, dass jede Kette auf dem Brett (nach Abschluss des jeweiligen Zuges, siehe nächster Abschnitt) mindestens eine Freiheit besitzen muss.
Das Bild unten links zeigt fünf einzelne schwarze Steine, von denen vier nur noch eine Freiheit haben (durch ein Quadrat gekennzeichnet). Am rechten Rand befindet sich eine Kette von drei schwarzen Steinen, darüber eine Kette von zwei weißen Steinen. Die schwarze Kette im Bild hat genau eine Freiheit (Quadrat), die weiße Zweierkette darüber hat vier. Die diagonal neben der Zweierkette liegenden weißen Steine gehören, wie oben erklärt, nicht zu dieser Kette.

Auf den markierten Punkten können schwarze Steine geschlagen werden
Die Stellung nach Ausführung aller möglichen Schlagzüge (ohne schwarze Gegenzüge)

### Regel 3: Schlagen
Durch einen Zug, mit dem die letzte Freiheit einer gegnerischen Kette besetzt wird (welche auch ein Einzelstein sein kann, s. o.), wird diese Kette „geschlagen“ (auch: „gefangen“ oder „getötet“). Sie wird dann vom Brett genommen; der schlagende Spieler bewahrt diese Steine für die Punkteabrechnung bei sich auf (als „Gefangene“). Man kann eine Kette nur als Ganzes schlagen, nicht Teile davon. Ein Zug kann aber auch mehreren Ketten gleichzeitig die letzte Freiheit nehmen. Es werden in jedem Fall alle gegnerischen Ketten geschlagen, die keine Freiheit mehr haben. Im Vergleich der beiden obigen Bilder sieht man die Folgen einiger Schlag-Züge.
Für die Regel, dass jede Kette mindestens eine Freiheit haben muss, zählt der Zustand nach Abschluss des Zuges. Das Herausnehmen von Gefangenen erzeugt Freiheiten für den Ziehenden, so dass diese Regel nach einem Schlagzug in jedem Fall erfüllt ist. Einen solchen Fall sieht man in der Abbildung des nächsten Abschnitts unten (#Regel 4: Kō): Schwarz kann den weißen Stein schlagen, den er schon mit drei eigenen Steinen umzingelt hat. Auf dem Punkt, auf dem geschlagen wird, besteht zuvor keine Freiheit, durch das Herausnehmen des weißen Steins entsteht aber eine Freiheit für den schlagenden Stein.
Wenn eine Kette nur noch eine einzige Freiheit besitzt, so dass der Gegner sie im nächsten Zug schlagen kann, so sagt man, dass sie im Atari steht. Um das Schlagen zu verhindern, kann es sinnvoll sein, der Kette durch Hinzufügen eines Steins zusätzliche Freiheiten zu verschaffen. Schwarz könnte also im Bild oben links auf eine der Freiheiten eines Steins setzen, um diesen (zumindest vorläufig) zu retten. Bei der Dreierkette würde dies hier jedoch nichts nützen, denn sie hätte danach wieder nur eine Freiheit (unterhalb des Quadrats) und könnte sofort geschlagen werden.

### Regel 4: Kō

Eine Kō-Situation

Es gibt Stellungen, die in einer Weise symmetrisch sind, dass nach einem Schlag ein Gegenschlag möglich wäre, sodass sich wieder die ursprüngliche Situation einstellt und sich ein endloser Kreislauf ergeben könnte (siehe die Abbildung rechts). Eine solche Stellung nennt man Kō (abgeleitet von japanisch kō 劫, sprich koh, zu Deutsch „Ewigkeit“). Zur Vermeidung eines endlosen Kreislaufs von Schlag und Gegenschlag gibt es die Kō-Regel: Sie verbietet das sofortige Zurückschlagen eines einzelnen Steines, der gerade einen einzelnen Stein geschlagen hat. Die Kō-Regel greift nicht, wenn bei Schlag und Gegenschlag unterschiedliche Anzahlen von Steinen betroffen sind. Gleichbedeutend kann man die Regel formulieren: Man darf keinen Zug machen, durch den wieder die gleiche Anordnung der Steine wie vor dem unmittelbar vorhergehenden Zug entstehen würde.
Da die Kō-Regel das symmetrische Zurückschlagen zwar im Prinzip erlaubt, aber nur mit Verzögerung, bringt sie ein taktisches Element ins Spiel. Es ergibt sich der sogenannte Kō-Kampf: Wenn Spieler A im Kō geschlagen hat, kann Spieler B als Zwischenzug eine Drohung (Kō-Drohung) an anderer Stelle des Bretts spielen. Falls A diese Drohung abwehrt, statt das Kō für sich zu entscheiden (also z. B. den strittigen Punkt im Kō auszufüllen), kann B wieder im Kō schlagen. Das kann sich beliebig oft wiederholen. Der Kō-Kampf endet, wenn ein Spieler keine Kō-Drohung mehr hat oder eine Drohung so klein ist, dass der Gegner sie nicht beantwortet. Die Spieler müssen also den Wert der Drohung gegen den Wert des Kō-Gewinns abwägen. Zudem muss jeder Spieler vor Beginn eines Kō-Kampfes die Gesamtheit aller Drohungen abschätzen, die ihm zur Verfügung stehen, um zu entscheiden, ob er sich auf den Kampf einlassen soll. Der Wert eines Kō-Gewinns kann sehr hoch sein, wenn das Schlagen im Kō für den Angreifer direkt eine neue Schlagmöglichkeit hervorbringt; der Verteidiger muss im Kō also manchmal eine Kettenreaktion abwenden, die den Zusammenbruch einer größeren Stellung bedeuten würde (anders als im idealisierten Beispielbild).
Diese einfache Kō-Regel verhindert aber nicht alle möglichen Stellungswiederholungen. Wenn etwa drei verschiedene Kō-Situationen auf dem Brett sind, kann man immer in mindestens einer davon zurückschlagen. Wenn in einer solchen Situation kein Spieler von der Wiederholung abweichen will, endet das Spiel nach den japanischen Regeln ohne Ergebnis und wird wiederholt. Ein solcher Fall kommt aber nur äußerst selten vor.
Als Alternative verwenden manche Regelsysteme eine globale Kō-Regel, auch Superkō-Regel genannt. Dabei gibt es leicht unterschiedliche Varianten. Beispielsweise verbietet eine Superkō-Regel, einen Stein so zu setzen, dass die resultierende Anordnung der Steine auf dem Brett mit irgendeiner früheren Anordnung übereinstimmt und der gleiche Spieler am Zug ist und die Differenz der geschlagenen Steine gleich ist (das heißt, mit den dazwischen erfolgten Zügen haben beide Spieler gleich viele Steine geschlagen). Ein endloser Zyklus, von dem kein Spieler im Eigeninteresse abweichen sollte, kann damit nicht mehr vorkommen.

### Regel 5: Spielende und Punktezählung

Eine Endsituation, Gefangene sind schon entfernt. Weiß hat 15 und Schwarz 20 Gebietspunkte. Hat Weiß 6 Steine gefangen und Schwarz 4, dann gewinnt Schwarz mit gegenüber Punkten, falls kein Komi ausgemacht wurde

Das Spiel ist zu Ende, wenn beide Spieler nacheinander passen. Der Spieler, der bei der anschließenden Zählung die höhere Punktzahl hat, gewinnt das Spiel. Es ist daneben auch eine anerkannte Möglichkeit, dass ein Spieler eine Partie aufgibt, sobald die Situation auf dem Brett für ihn aussichtslos erscheint. Der Gegner hat dann „durch Aufgabe gewonnen“.
Die Punktzahl eines Spielers ist die Summe der freien Spielfeldpunkte, die durch Steine der eigenen Farbe umschlossenen sind (Gebiet), plus die Zahl der gefangenen gegnerischen Steine. Für die Abgrenzung von Gebiet sorgen eigene Ketten ggf. zusammen mit den Spielfeldrändern (man muss also nicht jedes Gebiet ringförmig mit eigenen Steinen umgeben). Das Passen am Spielende liegt im Interesse des jeweiligen Spielers: Man passt, wenn man sieht, dass weitere Züge nur noch eigenes Gebiet verkleinern oder dem Gegner unnötig Gefangenensteine geben würden.
Ein unentschiedenes Ergebnis, bei dem die Punktzahl beider Spieler gleich ist, ist theoretisch möglich, aber sehr selten. Solch ein Unentschieden wird im Japanischen „Jigo“ genannt.

#### Bewertung von Stellungen am Spielende
Wenn am Ende noch Steine auf dem Brett sind, die auf jeden Fall geschlagen werden können, also „tot“ sind (siehe unten: #Leben und Tod), dann muss diese Stellung nicht ausgespielt werden, sondern die Steine gelten direkt als Gefangene. Sie werden vor der Gebietszählung vom Brett genommen und zusammen mit den geschlagenen Steinen gezählt. Über den Status dieser Steine einigt man sich mit seinem Gegner nach dem Spielstopp.
Diese Einigung ist unter erfahrenen Spielern unproblematisch, denn meistens ist es offensichtlich, welche Steine schlagbar und somit gefangen sind. Wenn es doch einmal Uneinigkeit gibt, dann muss die Situation doch noch nachträglich ausgespielt werden: Das Spiel wird in diesem Fall fortgesetzt, und wer behauptet hat, dass gegnerische Steine tot seien, muss es beweisen, indem er sie schlägt. Wenn dies bei der Gelegenheit nicht gelingt, gelten sie als lebend. Die dann beim Ausspielen gesetzten Steine dürfen aber die Zählung nicht beeinflussen. Man muss entweder die Situation vor dem Ausspielen wiederherstellen oder die beim Ausspielen in das eigene oder gegnerische Gebiet gesetzten Steine auf geeignete Weise ausgleichen.
Für Anfänger ist es manchmal schwierig zu erkennen, wann das Spiel zu Ende ist. In dem Beispiel rechts sind die Grenzen, wo sich schwarze und weiße Steine berühren, vollständig ausgespielt, sodass keine freien Schnittpunkte mehr zwischen Steinen mit unterschiedlicher Farbe liegen. Das ist ein gutes Indiz dafür, dass das Spiel zu Ende ist. Es ist von den Regeln her möglich, dass das Spiel sich einseitig fortsetzt, nämlich dass ein Spieler noch setzt, weil er glaubt, lohnende Züge machen zu können, während der andere Spieler diese Einschätzung nicht teilt und deswegen auf Antwortzüge verzichtet. Da man durch aussichtslose Angriffszüge letztlich dem Gegner gefangene Steine schenkt, wäre es für diesen nicht günstig, in jedem Fall zu reagieren. Er würde durch Gegenzüge auf bereits sicheres eigenes Gebiet diesen Punktgewinn wieder preisgeben.

#### Komi
Bei Spielbeginn besteht ein leichter Nachteil für Weiß, da Schwarz den Vorteil des ersten Zuges hat. Dieser Nachteil wird meist durch eine „Entschädigung“ in Form von Zusatzpunkten an den weißen Spieler ausgeglichen. Diese Punkte werden Komi (コミ) genannt und schwanken je nach Regeln oder Vereinbarung zwischen den Spielern. Um ein Unentschieden zu vermeiden, wird meist ein Komi mit einem halben Punkt gewählt; übliche Werte sind 5½ oder 6½. Manchmal wird auch nur ½ Punkt gegeben, wenn es einem vor allem darauf ankommt, ein Jigo zu vermeiden. Der angemessene Wert ist immer noch Gegenstand von Diskussionen, und so wird der Nachteil, Weiß zu spielen, auf manchen Turnieren mit bis zu 8½ Punkten entschädigt. Man kann das Problem durch eine Art Komi-Auktion oder durch eine Tauschregel lösen, etwa indem ein Spieler die Komi-Punktzahl festlegt und der andere dann eine Farbe wählt. Das hat sich aber noch kaum durchgesetzt. Komi kann auch dazu benutzt werden, Vorgabesteine zu ersetzen oder zu ergänzen (so genanntes Rückkomi, wenn Schwarz Komi bekommt).

## Begriffe der Strategie und Taktik

### Leben und Tod
Siegpunkte für ein umschlossenes Gebiet werden erst vergeben, wenn das Spiel zu Ende ist; solange ein Spieler im Laufe des Spiels freie Punkte mit seinen Steinen umschließt, wird dieses Gebiet von ihm zunächst nur beansprucht. Zwei Möglichkeiten sind denkbar, wie der Gegner es ihm noch streitig machen kann: erstens, wenn es dem Gegner gelingt, sich mit seinen Steinen im Inneren des beanspruchten Gebiets dauerhaft anzusiedeln, ohne geschlagen zu werden (dies ist umso leichter, je größer das beanspruchte Gebiet ist); zweitens, wenn die Gruppen, die Gebiet beanspruchen, ihrerseits durch den Gegner umzingelt und geschlagen werden können. Beide Szenarien führen zu der Erkenntnis, dass das Überdauern von beanspruchtem Gebiet davon abhängt, ob die dafür entscheidenden Gruppen von Steinen noch geschlagen werden können. Von einer Gruppe, die unter keinen Umständen mehr geschlagen werden kann, sagt man, dass sie lebt. Entsprechend ist eine Gruppe tot, wenn sie auf keinen Fall vor dem Geschlagenwerden gerettet werden kann.

#### Leben durch „Zwei Augen“
Der Grund, weshalb eine Gruppe unschlagbar sein (leben) kann, ist folgender: Wenn eine Gruppe einen einzigen freien Schnittpunkt einschließt (was innere Freiheit genannt wird) und vollkommen von gegnerischen Steinen umgeben ist (also keine äußeren Freiheiten besitzt), so kann der Gegner einen Stein auf diese letzte Freiheit der Gruppe setzen und sie damit schlagen, was man Sprengen nennt. Umschließt die Gruppe aber noch einen zweiten freien Schnittpunkt, der dem ersten Schnittpunkt nicht benachbart ist, so kann der Gegner auf keinen der beiden Schnittpunkte setzen, da immer noch eine Freiheit verbleibt und nicht gleichzeitig zwei Steine gesetzt werden können. Solche Teilgebiete nennt man Augen, und das Leben einer Stellung beruht somit darauf, dass sie zwei Augen bildet.

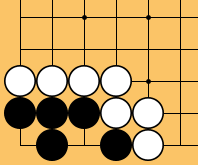
Ein Beispiel für eine Gruppe mit einem „unechten Auge“. Weiß kann einen schwarzen Stein schlagen und Schwarz in Atari setzen.

Augen können einen einzelnen Schnittpunkt, aber auch mehrere benachbarte Schnittpunkte beinhalten. Zudem dürfen sich in einem Auge auch Gefangene befinden. Eine Schwierigkeit besteht darin, dass es auch „unechte Augen“ gibt. Zwar sind diese von Steinen einer Farbe umschlossen, aber nicht von einer durchgehenden Kette. Damit kann eventuell ein Teil der umschließenden Steine durch eine Folge von Zügen des Gegners separat in „Atari“ gesetzt werden. Danach könnte der andere Spieler das vermeintliche Auge zusetzen, um das Schlagen der Teilkette zu verhindern, oder das Schlagen in Kauf nehmen. Hier ist es dem Angreifer also immer möglich, auf eine Stellung mit nur einem Auge hinzuarbeiten, die geschlagen werden kann. Allgemein gilt daher: Nur eine Gruppe mit zwei „echten“ Augen lebt bedingungslos.
In der Praxis stuft man eine Gruppe bereits dann als lebend ein, wenn es auf jeden beliebigen Angriffszug eine Antwort gibt, die letztlich zur Bildung von zwei Augen führen wird. Solche Stellungen gelten dann auch als lebend, ohne dass sie bis ins Letzte ausgespielt werden (siehe oben: #Bewertung von Stellungen am Spielende). Allerdings kann es im laufenden Spiel bei einem Kō-Kampf (siehe oben) passieren, dass dem Gegner erlaubt wird, in eine bestimmte Stellung zwei Angriffszüge hintereinander zu setzen, weil der Antwortzug dazwischen an anderer Stelle wichtiger ist. Insofern kann manchmal eine vermeintlich lebende (aber noch nicht zu Ende ausgespielte) Gruppe doch noch vom Verteidiger preisgegeben werden, um auf diese Weise anderswo einen Kō-Kampf zu gewinnen.
Insgesamt gilt der folgende Satz: Eine Gruppe lebt dann, wenn das Gebiet, das sie umschließt, in zwei voneinander getrennte Teilgebiete unterteilt ist oder jederzeit so unterteilt werden könnte.

#### Seki

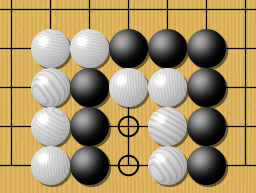
Ein Beispiel für eine Seki-Situation; kein Spieler kann einen Stein hinzufügen, ohne seine Gruppe zu gefährden.

Eine weitere Möglichkeit zu leben, die seltener vorkommt, ist das Seki: Dies ist eine Art lokale Pattsituation, bei der keiner der beiden Spieler die Freiheiten der jeweils gegnerischen Gruppe besetzen kann, ohne seiner eigenen Gruppe dadurch lebenswichtige Freiheiten zu nehmen. In einer Stellung, in der jeweils der Spieler, der den nächsten Zug hineinsetzt, seine Gruppe verliert (weil er die vorletzte der insgesamt vorhandenen Freiheiten zusetzt), werden beide Spieler nicht setzen. Für die Endabrechnung werden diese Gruppen also auf dem Brett bleiben. Sie können dabei einen Gebietspunkt umschließen oder auch nicht. Es können so auch dauerhaft neutrale Punkte auf dem Spielbrett entstehen, also freie Punkte, die kein Gebiet darstellen, aber die auch kein Spieler schadlos besetzen kann. Die Abbildung rechts zeigt ein vereinfachtes Beispiel (damit dies wirklich ein Seki ist, ist es erforderlich, dass die äußeren, umschließenden weißen und schwarzen Ketten aus unabhängigen Gründen leben).

#### Konsequenzen für die Strategie
Bei Leben und Tod handelt es sich um das grundlegendste und wichtigste Element der Strategie beim Go-Spiel, das entscheidend für den Verlauf und den Ausgang einer Partie ist. Oft ist Leben und Tod einer Gruppe davon abhängig, wer den nächsten Zug in diese Stellung setzen kann (siehe auch weiter unten: #Vorhand und Nachhand), bzw. davon, ob jeder Angriffszug an derselben Stelle beantwortet werden kann. Aufgrund der großen Bedeutung von Leben und Tod für das Go-Spiel sollten sich die Spieler zu jedem Zeitpunkt der Partie über Leben und Tod aller Gruppen, oder Möglichkeiten eine vermeintlich lebende Gruppe zu gefährden, im Klaren sein.

### Eröffnung
Als Eröffnung einer Go-Partie bezeichnet man in etwa die ersten 30 bis 40 Züge. Da das Brett zu Beginn leer ist, gibt es theoretisch unermesslich viele spielbare Varianten für die ersten Züge. Dennoch haben sich bestimmte Züge als besonders gut erwiesen. So wird fast jede Partie mit einem Zug in der Nähe einer Ecke begonnen. Erst nachdem alle vier Ecken mit je einem oder auch zwei Steinen besetzt worden sind, werden die Seiten besetzt. Hat eine Farbe eine Ecke mit zwei Steinen besetzt, heißt dies shimari (japanisch für „abdichten, schließen“); entscheidet sich die gegnerische Farbe diese Ecke anzugreifen, spricht man von kakari (japanisch „ansetzen, anschließen“). Danach beginnt die Ausweitung der Positionen ins Zentrum.
Mit den ersten Steinen, die aufs Brett gesetzt werden, versucht man eine möglichst perfekte Balance herzustellen. Damit ist gemeint, dass die Steine weder zu eng beieinander noch zu weit auseinander und weder zu hoch noch zu niedrig stehen sollten, und auch, dass man mit den gesetzten Steinen flexibel auf Aktionen des Gegners reagieren kann. Dies zeigt wieder, dass Go in vielerlei Hinsicht ein Spiel der Balance ist (siehe Abschnitt Philosophie).
Das Eröffnungsspiel ist bei fortgeschrittenen Spielern durch die Anwendung von Ganzbrettmustern (Fuseki) und festgelegten Eckspielabfolgen (Jōseki) geprägt. Fuseki und Jōseki sind die variabelsten Elemente des Go-Spiels und werden ständig weiterentwickelt. Die Anzahl der verschiedenen Eröffnungen beim Go übersteigt die der Eröffnungen beim Schach um ein Vielfaches. Auch sehr experimentelle Eröffnungen werden gelegentlich gespielt.

### Gebiet und Einfluss

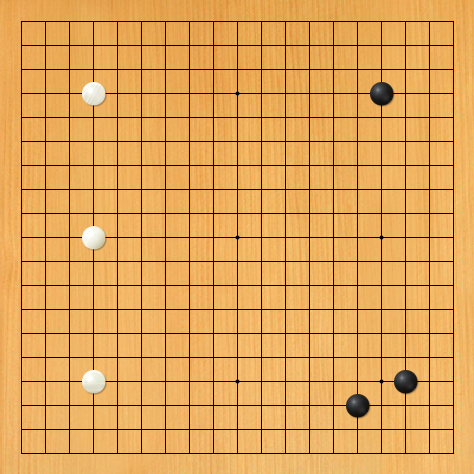
Spiel in der Fuseki-Phase: Shimari für Schwarz in der rechten unteren Ecke

Gebiet und Einfluss sind strategische Konzepte des Go. Eine gebietsorientierte Spielweise legt besonderes Augenmerk auf feste, sichere Positionen in den Ecken und am Rand des Brettes. Dort ist es am einfachsten, Gebiet zu machen, weil man es am Brettrand nicht mehr extra umzingeln muss. Das hat den Vorteil, dass man bereits in einer relativ frühen Phase der Partie sicheres Gebiet absteckt und damit sichere Punkte sammelt. Später ist es dann umso wichtiger, die Gebietsanlagen des Gegners möglichst zu verkleinern. Ein geeignetes Mittel dazu bietet die Invasion (Aufbauen einer lebenden Gruppe im Einflussbereich des Gegners). Gebietsorientiertes Spiel verlangt daher mitunter auch riskante taktische Manöver.
Andererseits ist es möglich, einflussorientiert zu spielen. Dies stellt in gewisser Weise das Gegenstück zum gebietsorientierten Spiel dar. Man versucht hierbei vor allem, starke Positionen aufzubauen, die oft wie „Wände“ aussehen und ins Zentrum gerichtet sind. Dadurch wird zunächst kein Gebiet gemacht, sondern vielmehr Einfluss auf die umgebenden Teile des Brettes ausgeübt. Einflussorientierte Spieler antizipieren Kämpfe in ihrem Einflussgebiet, also in für sie vorteilhaften Situationen. Festes Gebiet entsteht erst als Ergebnis dieser Kämpfe.
Die Abbildung macht die Vor- und Nachteile beider Konzepte deutlich: Schwarz hat die rechte untere Ecke mit zwei Steinen in Position 3–4 und 5–3 vorläufig befestigt. Dies gilt als die ausgewogenste und sicherste Spielweise für ein Shimari. Schwarz beansprucht dieses Gebiet somit schon in der Eröffnung für sich. Mit dem dritten Stein auf 4–4 rechts oben erhebt Schwarz zudem Anspruch auf die rechte Hälfte des Bretts, aber der Abstand zu den unteren Steinen ist recht groß. Weiß dagegen dominiert mit seinen drei auf der vierten Linie gesetzten Steinen die linke Bretthälfte, hat sich aber noch nicht auf ein Gebiet festgelegt. Die Lage ist annähernd ausgewogen. Noch hat die Auseinandersetzung nicht begonnen.

### Angriff und Verteidigung

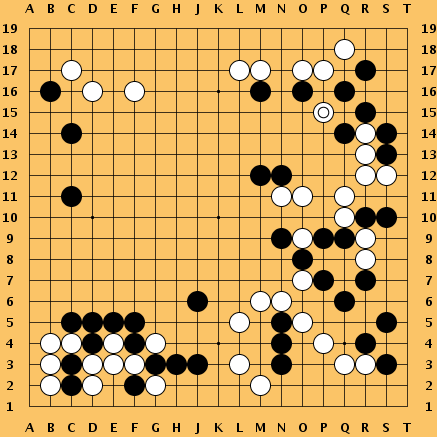
Eine Go-Partie im Mittelspiel (der letzte Zug ist markiert).

Im Mittelspiel, das nach den letzten Eröffnungszügen beginnt, entstehen oft Kämpfe. Unter anderem kommen folgende taktische und strategische Mittel zum Einsatz:
- Oft ist es günstig, gegnerische Steine voneinander zu trennen. Der Grund ist, dass voneinander abgetrennte Gruppen auf sich allein gestellt sind und dann unabhängig voneinander eine lebende Stellung etablieren müssen. Statt Gebiet zu machen, muss der betroffene Spieler viele Züge auf engem Raum machen, um die zwei Augen seiner Gruppen zu sichern. Wären seine Gruppen aber verbunden, fiele es ihnen viel leichter, den nötigen Platz für Augen zu behalten. Umgekehrt ist es natürlich ebenso wichtig, seine Gruppen möglichst miteinander zu verbinden.
- Das Fangen bzw. Töten einer Gruppe bedeutet, dass die angegriffene Gruppe von den gegnerischen Steinen eingeschlossen ist und nicht genug innere Freiheiten besitzt, um zwei Augen zu machen (s. o.).
- Eine Gruppe, die keine Augen hat und gefangen zu werden droht, kann versuchen zu entkommen, das heißt, sich so lange in beliebige Richtungen auszubreiten, bis eine Verbindung zu einer anderen Gruppe oder zwei Augen gebildet werden können. Sehr wichtig ist hierbei eine gewisse Opferbereitschaft. Anstatt jeden einzelnen Stein retten zu wollen, sollte man Züge spielen, die die Position schnell entwickeln und flexibel sind. Unter Umständen muss der Verlust eines Teils der Gruppe in Kauf genommen werden, um wenigstens den anderen Teil zu sichern. Dies bezeichnet man als „leichte“ Spielweise.
- So genannte gute Form ist notwendig für erfolgreiches Kämpfen. Viele Steinmuster haben sich als „gut“ erwiesen, weil sie im Kampf positive Eigenschaften haben wie größtmögliche Anzahl von Freiheiten, kleinstmögliche Anzahl überflüssiger Steine oder gute Entwickelbarkeit. Als „schlechte Form“ bezeichnet man auf engem Raum zusammengeklumpte Ketten, die aufgrund weniger Freiheiten leicht zu schlagen sind. „Gute Formen“ sind bewährte Standardmuster, stellen aber nicht notwendigerweise in jeder Spielsituation den besten Zug dar.
- Ungewöhnliche Züge von besonderer Effizienz für bestimmte taktische Manöver (das Retten oder Fangen von Steinen, das Erringen der Vorhand, den Ausbruch aus einer Umzingelung), oder ganz einfach den besten Zug in einer taktischen Standardsituation nennt man Tesuji.[23] Tesujis können z. B. aus dem Opfer von einzelnen Steinen bestehen, um im Austausch gegnerische Steine zu schlagen oder einen anderen Vorteil zu erringen.

### Vorhand und Nachhand
Das Mittelspiel geht in das Endspiel über, in dem es hauptsächlich darum geht, die Grenzen zwischen den Gebieten genau festzulegen. In aller Regel herrscht in dieser Phase des Spiels bereits Klarheit darüber, welche Gruppen leben und welche tot sind. Ziel ist es dann, die Gebiete des Gegners so weit es geht zu verkleinern und die eigenen zu vergrößern.
Hier spielt ein weiterer strategischer Gesichtspunkt eine übergeordnete Rolle, und zwar der Gebrauch von Vorhand (sente, 先手) und Nachhand (gote, 後手). Vorhand bedeutet, dass jeder Zug, den man spielt, eine Reaktion des Gegners erfordert. Eine Vorhandsequenz kann aus beliebig vielen Zügen bestehen, solange sie nur mit einem Sicherungszug des Gegners endet. Nach jeder Sentesequenz behält der erste Spieler die Initiative und kann an einer anderen Stelle weiterspielen. Gote (Nachhand) bedeutet genau das Gegenteil, nämlich am Ende einer Zugfolge den letzten Zug machen zu müssen. Danach ergreift der Gegner die Initiative. Das Aufrechterhalten des Sente (Vorhand) bringt oft spielentscheidende Punkte im Endspiel. Auch im Mittelspiel und in der Eröffnung können bestimmte Züge als Sente bezeichnet werden, wenn sie lokal beantwortet werden müssen, um einen größeren Punktverlust zu verhindern. Aus Rücksicht auf potentielle Ko-Drohungen (s. o.) sollten solche Vorhandsequenzen jedoch nicht zu früh ausgespielt werden.

## Tradition des Go-Spiels

### Traditionelles Spielmaterial
Obwohl man natürlich auch auf einem Stück Karton und mit einem Sack Plastiksteinen Go spielen kann, legt vor allem die japanische Go-Kultur besonderen Wert auf qualitativ hochwertige Spielsets.
In China spielt man traditionellerweise auf flachen Brettern aus Holz, die bis zu etwa 5 cm dick sind. Dabei sitzt man zumeist auf Stühlen an einem Tisch. In Japan wird Go dagegen idealerweise auf dem Boden gespielt, wobei die Spieler auf flachen Kissen (zabuton 座布団) sitzen. Das traditionelle Go-Brett (goban 碁盤), das sich vor den Spielern am Boden befindet, ist ebenfalls aus massivem Holz, aber ungefähr 15 cm bis 20 cm dick und steht auf kurzen Beinen. Die wertvollsten Bretter werden aus dem seltenen, goldgelben Holz des Kayabaums (Torreya nucifera) gefertigt, manche aus dem Holz von über 700 Jahre alten Bäumen. Die Gitterlinien, die das Spielfeld darstellen, werden auf derartigen Brettern bisweilen noch von eigenen Professionisten mit einem Schwert (katana) in die Oberfläche des Holzes geritzt und mit Lack nachgezogen.
Das japanische Go-Brett ist nicht perfekt quadratisch. Das Spielfeld misst traditionell 1 Shaku und 5 Sun in der Länge und 1 Shaku und 4 Sun in der Breite (455 mm × 424 mm), wobei an den Rändern noch etwas Raum frei bleiben muss, damit das Spielen an den Randlinien und Eckpunkten möglich wird. Diese Maße beschreiben ein Verhältnis von 15:14. Die erweiterte Länge dient dazu, die optische Verzerrung (perspektivische Verkürzung) auszugleichen, die dadurch entsteht, dass die Spieler nicht senkrecht, sondern von schräg oben auf das Brett schauen. Als weiterer Grund wird die japanische Ästhetik genannt, die perfekt symmetrische Strukturen und damit auch ein perfektes Quadrat vermeidet.

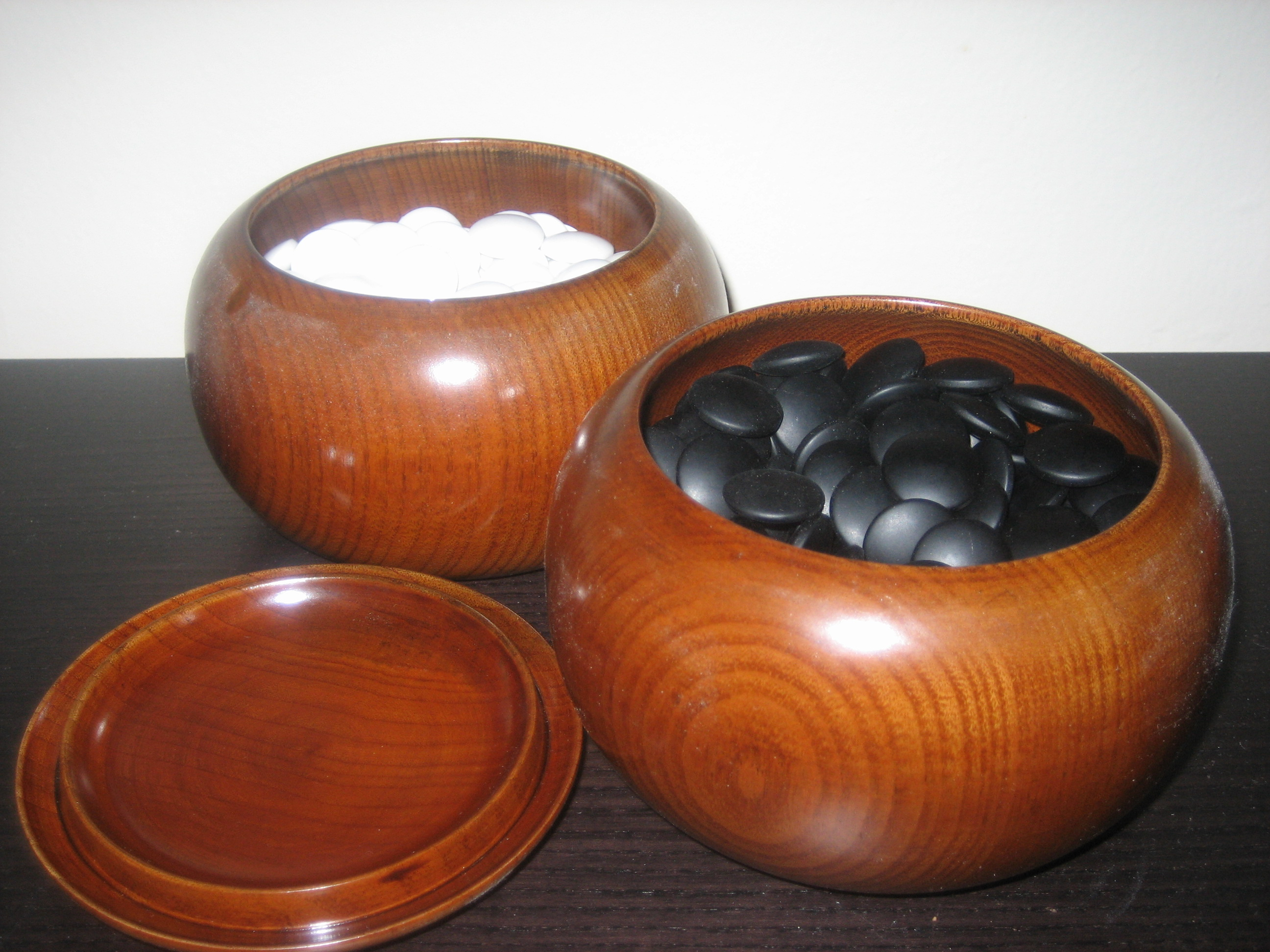
Holzdosen mit Go-Steinen

Die Spielsteine (go-ishi 碁石) sind vorzugsweise aus weißen Muscheln bzw. schwarzem Schiefer gefertigt, ellipsoid geschliffen und werden in Holzdosen (goke 碁笥) aufbewahrt. Da die entsprechenden Ressourcen beschränkt sind (Muscheln und Kayabäume benötigen geraume Zeit, bis sie die erforderliche Größe erlangt haben, und sind mittlerweile sehr selten), kann traditionell gefertigtes Spielmaterial oft nur zu exorbitanten Preisen erstanden werden.
Die Behältnisse für die Steine sind einfach geformt, wie ein Ellipsoid mit einem abgeflachten Boden. Der locker sitzende Deckel wird beim Spiel umgedreht und dient als Behälter für gefangene gegnerische Steine. Die Behälter sind normalerweise aus gedrechseltem Holz, in China sind auch kleine, geflochtene Bambuskörbe verbreitet.
In Go-Clubs und auf Meisterschaften, wo eine große Menge an Sets instand gehalten (und auch gekauft) wird, sind diese traditionellen japanischen Sets normalerweise nicht in Gebrauch. Auch wird zumeist auf westlichen Tischen und Sesseln gespielt. Für solche Situationen werden 2 cm bis 5 cm dicke Tischbretter ohne Beine verwendet. Die Steine sind zumeist aus Glas, die Dosen aus Plastik. Tischbretter und Glassteine sind auch in Europa am weitesten verbreitet. Obwohl billige Plastiksteine ebenfalls im Umlauf sind, werden diese von vielen Spielern aufgrund ihres geringen Gewichts und des dementsprechend unbefriedigenden haptischen und akustischen Erlebnisses beim Setzen des Spielsteins abgelehnt.

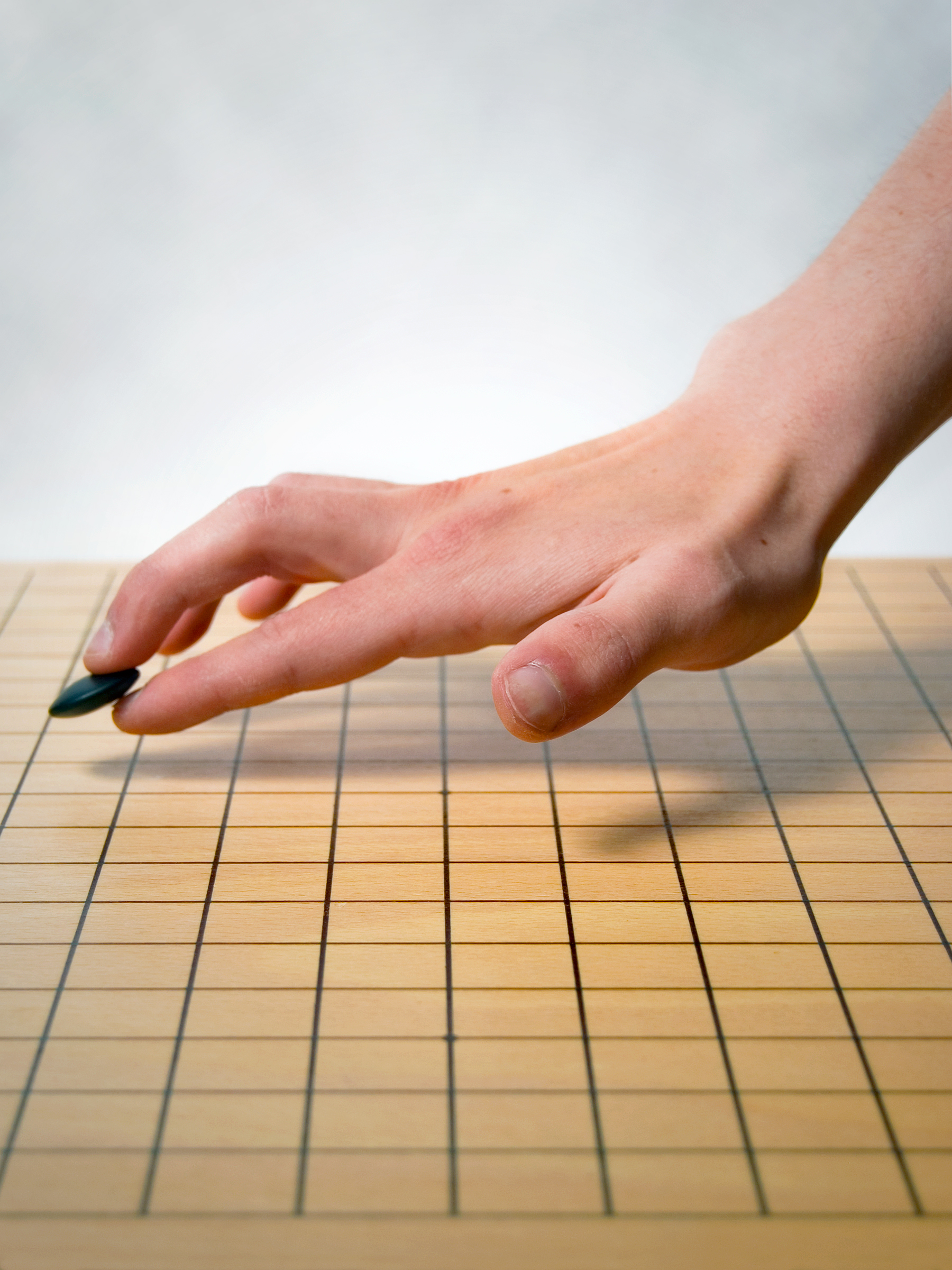
Haltetechnik der Go-Steine

Erfahrene Spieler zeichnen sich in der gesamten Go-Welt durch eine besondere Art aus, Go-Steine auf dem Brett zu platzieren: Der Stein wird zwischen Mittelfinger und Zeigefinger gehalten, um dann fest auf das Brett zu treffen, wobei ein sattes „Klack“ ertönt. Im Idealfall wackelt der Stein nach dem Loslassen nicht. Die Qualität des Spielmaterials kann die Akustik des Spielzugs natürlich beeinflussen. Die pyramidenförmige Aushöhlung an der Unterseite eines traditionellen japanischen Go-Bretts wird manchmal mit der Verbesserung des Klangs erklärt. Ein Spielbrett wird darüber hinaus für edler gehalten, wenn leichte Spuren von Steinen sichtbar sind, die im Laufe der Jahrzehnte – oder Jahrhunderte – darüber geglitten sind.

### Verhalten am Go-Brett
Die Etikette des Go wird von vielen Spielern als wichtig erachtet und befolgt. Demnach soll man dem Gegner immer den nötigen Respekt zollen, damit er die gespielte Partie nicht als unangenehm empfindet. Es ist zunächst grundlegend, welche Einstellung man zu dem Spiel hat. Man kann spielen, um sich zu entspannen, um sich zu vergnügen, um zu lernen, und vieles mehr. Die Einstellung seines Gegners soll man in jedem Fall respektieren. Eine einseitige Fixierung allein auf das Gewinnen der Partie widerspricht der in der ostasiatischen Kultur verankerten Philosophie des Spiels. Somit verstoßen das Prahlen über einen Sieg, das Spotten über eine Niederlage und Ähnliches deutlich gegen die guten Sitten des Go-Spiels.
Weitere Umgangsformen
- Üblicherweise begrüßen sich Spieler vor dem Beginn einer Partie.
- Bei Spielen am Tisch gilt es als höflich, wenn der erste Zug vom Spieler aus in der rechten oberen Ecke stattfindet. Die Gründe dafür sind erstens, dass der andere bequem seinen ersten Stein setzen kann (und die Dose steht im Normalfall rechts vom Brett, also wird die Ecke vorn rechts für Weiß attraktiv gemacht), zweitens, dass es eine Einheitlichkeit in der Notation gibt, und drittens, dass man Respekt vor dem Gegner zeigt, indem man sich vor ihm „verbeugt“, um den Stein zu setzen.
- Es wird als sehr störend empfunden, den Gegner durch Geräusche abzulenken (mit der Hand in der Dose rühren). Die Konzentration auf das Spiel soll möglichst nicht beeinträchtigt werden.
- Sich gleichzeitig mit anderen Dingen zu beschäftigen (auf andere Bretter schauen, Musik hören), vermittelt dem Gegenüber eine Langeweile, die durchaus als abwertend empfunden werden kann.

Auf Go-Servern im Internet (siehe Weblinks) wird die gewöhnliche Spielsituation, bei der man sich am Tisch gegenübersitzt, auf einen Chatraum verlagert. Selbstverständlich treten hier einige der oben genannten Regeln außer Kraft. Doch auch hier gibt es Normen, zum Beispiel, dass man sich bei Spielbeginn kurz begrüßt und dass man sich nicht ohne Nachricht aus dem Spiel entfernt. Spieler, die regelmäßig auf diese Weise Partien abbrechen, wenn sie zu verlieren drohen, werden Escaper genannt. Auf den meisten Go-Servern gibt es Mechanismen, die sicherstellen, dass Escaper keinen Vorteil aus ihrem Abbruch ziehen. Das öffentliche Denunzieren von Escapern („xxx is an escaper!“) ist zwar immer wieder zu beobachten, gehört aber auch nicht zum guten Benehmen auf dem Go-Server.

## Einstufung und Rangsysteme
Go-Spieler, die in Klubs und auf Turnieren spielen, tragen üblicherweise einen Rang, der u. a. zur Orientierung bei der Wahl eines Spielpartners dient.
- Meisterränge, die als Dan bezeichnet werden, reichen theoretisch vom 1. bis zum 9. Dan. Der 1. Dan ist der niedrigste Meisterrang, ein 7. Dan für Amateure (in Japan selten auch der 8. Dan) der höchste.
- Schülerränge, Kyū genannt, werden vom 30. bis zum 1. Kyū gestaffelt, wobei der 1. Kyū der höchste Rang ist. Anfänger werden in der Regel als 20. bis 30. Kyū eingestuft.

In den drei führenden Go-Nationen Korea, China und Japan gibt es jeweils eigene Rangsysteme für professionelle Spieler, die ebenfalls vom 1. Dan bis zum 9. Dan reichen. Profi-Ränge werden von den Verbänden auf der Grundlage von Turnierergebnissen oder ausnahmsweise ehrenhalber verliehen. Im Amateurbereich handelt es sich mit wenigen Ausnahmen um ein System der Selbsteinstufung. Beispielsweise wurden in der DDR hohe Schülerränge und alle Meisterränge auf der Grundlage von Turnierergebnissen nach festen Regeln verliehen. In Japan sind die Gebühren für die Ausstellung von Spielstärke-Urkunden für Amateure eine wichtige Einnahmequelle für den Nihon Kiin, die größte Organisation von professionellen Go-Spielern.
Die Rangsysteme in Amerika, Europa und Asien sind gegeneinander zwar leicht verschoben, der Spielstärkeunterschied zwischen den jeweiligen Rängen ist aber bei den Amateuren stets der gleiche. Er bemisst sich nach einem festgesetzten System von Vorgabesteinen zur Ausgleichung des Spielstärkeunterschieds. Ein 1. Profi-Dan in Japan entspricht in etwa einem 7. Dan bei den Amateuren.
Wenn zwei Go-Spieler unterschiedlichen Ranges aufeinandertreffen, wird aus dem Rangunterschied eine Vorgabe bestimmt: Ein 1. Dan erhält gegen einen 5. Dan eine Vorgabe von 4 Steinen. Das bedeutet, dass der schwächere Spieler mit den schwarzen Steinen spielt und 4 Steine auf dem Brett platzieren darf, bevor sein Gegner den ersten Zug macht. In Japan und auch in Europa werden die Vorgabesteine auf die Schnittpunkte gelegt, die auf dem Go-Brett etwas dicker gezeichnet sind. Diese neun Punkte, die achsen- und punktsymmetrisch angeordnet sind, heißen hoshi (星 „Stern“). In China hingegen ist es üblich, dass der schwächere Spieler sich aussuchen darf, wo er seine Vorgabesteine platzieren möchte.
Bei einem Unterschied von nur einem Rang beginnt der schwächere Spieler, ohne Vorgabesteine zu setzen. Bei gleich starken Spielern (Gleichaufpartie) erhält der Nachziehende (Weiß) im Voraus einige Punkte (Komi genannt), die den Vorteil, den Schwarz durch den ersten Zug hat, ausgleichen. Als Standard-Komi haben sich in Japan und Europa 6 oder 6,5 Punkte und in China 7 oder 7,5 Punkte etabliert. Nicht ganzzahliges Komi wird verwendet, wenn man ein Unentschieden (Jigo, 持碁) ausschließen will. Die Höhe des Komi ist allgemein (von Turnierveranstaltern) frei wählbar.
Bei den Profis entsprechen ungefähr drei Ränge einem Stein Vorgabe und damit dem Unterschied von einem Amateurrang.

## Zeitsysteme
Auf Turnieren wird in der Regel mit einem bestimmten Zeitlimit gespielt. Die Grundspielzeit wird mittels einer Schachuhr während der Bedenkzeit eines jeden Spielers gemessen. Sie kann von zehn Minuten (Blitzturnier) über eine Stunde (durchschnittliches nationales Turnier) bis zu acht Stunden (japanische Titelkämpfe) reichen. Oft steht den Spielern nach Ablauf der Grundspielzeit noch zusätzliche Zeit zur Verfügung, die Byōyomi (秒読み) genannt wird. Es gibt zwei Arten von Byōyomi:
- Beim klassischen Byōyomi hat jeder Spieler eine bestimmte Anzahl von Byōyomi-Perioden mit einer jeweils bestimmten Zeit (oft 30 Sekunden). Wenn er es schafft, innerhalb dieser Zeit seinen Zug auszuführen, gilt die Periode als nicht angetastet und beginnt beim nächsten Zug wieder von vorn. Sollte er jedoch länger für den Zug brauchen, ist eine Periode verbraucht, und er hat somit für den Rest der Partie eine Periode weniger. Sind alle Perioden verbraucht, verliert er die Partie.
- Beim kanadischen Byōyomi muss der Spieler in einer bestimmten Zeit eine bestimmte Anzahl von Steinen setzen (15 Steine in 5 Minuten). Wenn er es schafft, beginnt die Periode von neuem und er muss erneut die vorgegebene Anzahl von Steinen in der vorgegebenen Zeit setzen. Schafft er dies nicht, verliert er die Partie.
- Beim progressiven Byōyomi muss der Spieler in jeder Periode mehr Steine setzen (typisch 15 Steine in den ersten 5 Minuten, dann 20 Steine in 5 Minuten, dann 25 Steine in 5 Minuten, …).

Da durch diese Zeitsysteme klassische Schachuhren überfordert sind, weil die Restzeit zu oft neu eingestellt werden muss, gibt es auch spezielle (elektronische) Go-Uhren, die mit den vergleichsweise komplizierten Zeitregeln des Go klarkommen.
Bevor es solche Uhren gab, musste die Zeitmessung manuell, das heißt durch einen Menschen, erfolgen. Beim klassischen Byōyomi hatte dazu ein Zeitnehmer eine Uhr und informierte die Spieler durch Ansage, wie viele Sekunden sie noch für den Zug haben. Gerade auf Turnieren führte das zu einem erhöhten Lärmpegel.

## Professionelles Go
Professionelles Go hat sich hauptsächlich in Japan, Korea, Taiwan und in China entwickelt. In Japan wurde das Spiel bereits seit dem 17. Jh. staatlich gefördert. Diese Förderung beschränkte sich zwar nur auf einige wenige Familien, legte aber den Grundstein für das moderne Profi-System, das sich in der Folge auch in den anderen ostasiatischen Ländern etablierte. Go-Profis genießen einen hohen Status und können allein durch Unterricht des Spiels ihr Auskommen finden. Spitzenprofis nehmen überdies an Turnieren teil, die zumeist von Tageszeitungen oder anderen Firmen gesponsert werden und mit Preisgeldern bis 300.000 Euro dotiert sind. Die koreanischen und taiwanischen Turniere werden allerdings immer noch etwas schwächer bezahlt.
Bis in die zweite Hälfte des 20. Jahrhunderts brachte Japan die meisten und stärksten professionellen Spieler hervor. Jedoch hat das chinesische Profi-Go in den achtziger Jahren ein mindestens ebenso hohes Niveau erreicht, während in Korea seit den neunziger Jahren eine neue Generation von Go-(Baduk-)Spielern an die Weltspitze drängt. Die Topspieler aus diesen drei Ländern haben vergleichbare Stärke.
Es gibt keine Weltmeisterschaft für professionelle Go-Spieler. Stattdessen gibt es eine Reihe hoch angesehener Titel. Zu den wichtigsten japanischen Titeln gehören Kisei (棋聖, „Spiel-Heiliger“, genauer: Go-Großmeister / Go-Koryphäe), Meijin (名人, „Meister“), Hon’inbō (本因坊, Name einer früheren Go-Schule), Ōza (王座, „Königsthron“), Jūdan (十段, „10. Dan“), Tengen (天元, „Mitte des Himmels“) und Gosei (碁聖, „Go-Heiliger“, genauer: herausragender Go-Meister).
Anwärter auf den Profi-Status müssen ihre Spielstärke in der Regel auf einem Qualifikationsturnier beweisen. Die Profi-Organisationen in den jeweils genannten Ländern halten, in der Regel einmal pro Jahr, ein entsprechendes Turnier ab. Die bestplatzierten Spieler erhalten dann die Ernennung zum Profi. Es werden pro Jahr und Organisation nur eine Handvoll Profis ernannt.
Die Go-Profis fangen in der Regel schon in ihrer Kindheit zu spielen an. Jeder Schüler hat einen erfahrenen Spieler als Lehrer (sensei, 先生). Ein Anwärter zum Profi wird in Japan insei (院生) genannt. Nur jeder dritte Insei schafft es zum Profi. In Japan gibt es zurzeit etwa 470 Profis.
Als erste Profispielerinnen, Lehrerinnen und Expertinnen für das Go-Spielen mit Kindern kamen Shigeno Yuki (Generalsekretärin der Internationalen Go Föderation IGF 2006–2014, lebte lange in Italien) und Guo Juan (lebt in Amsterdam) von Asien nach Europa.

### Bekannte Profi-Spieler (Auswahl)

#### China

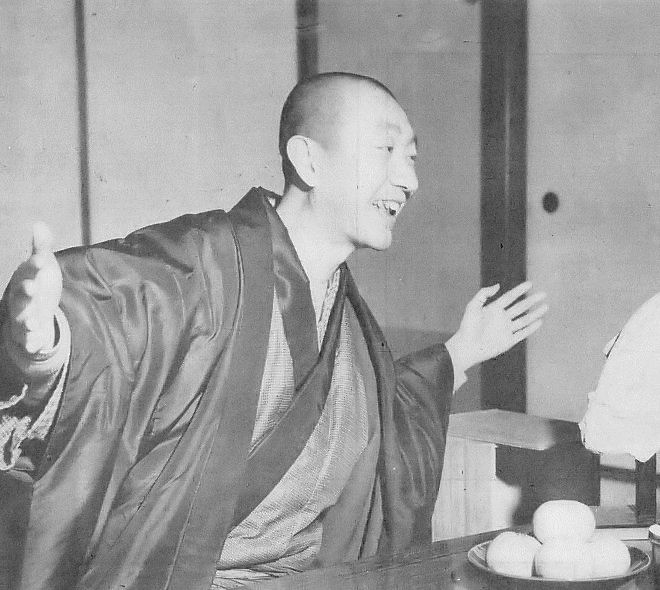
Go Seigen 1952

- Go Seigen (1914–2014, chin. 吴清源), geb. als Wú Qīngyuán, wurde in Japan zum Profi ausgebildet und ist einer der Kandidaten für das Prädikat „bester Go-Spieler aller Zeiten“.
- Rui Naiwei (geb. 1963, chin. 芮迺伟) ist die erste Frau mit dem 9. Dan und zugleich die erste Frau, die ein männliches Profiturnier gewinnen konnte (2000 in Kuksu, Korea).
- Gu Li (geb. 1982, chin. 古力) gehört zu den Top 20 der Weltrangliste.[25] Neben zahlreichen chinesischen Titeln, wie Mingren und Tianyuan, gewann er 2006 auch den 10. LG-Cup.
- Fan Tingyu (geb. 1996, chin. 范廷钰), seit 2013 jüngster 9. Dan der Geschichte.[26][27]
- Ke Jie (geb. 1997, chin. 柯潔), im Mai 2017 auf Platz 1 der Weltrangliste mit 3620 BayesElo.[25][28]
- Yu Zhiying (geb. 1997, chin. 於之莹) 5. Dan, von 2012 bis 2016 stärkste Gospielerin der Welt.[29][30]

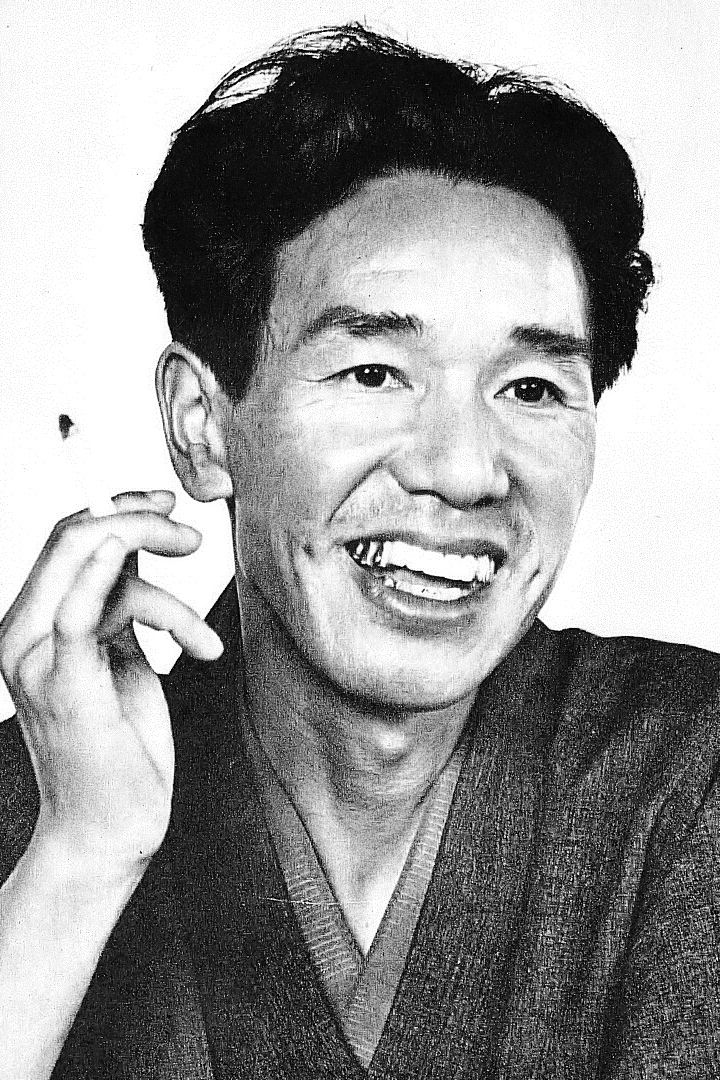
Eio Sakata 1961

#### Japan
- Hon’inbō Shūsaku (1829–1862, japanisch 本因坊 秀策) war der wohl stärkste Spieler in der Edo-Periode. Mit den schwarzen Steinen galt er als unbesiegbar.
- Kitani Minoru (1909–1975, japanisch 木谷 実) hat zusammen mit Go Seigen eine neue Eröffnungstheorie aufgestellt und war Lehrer sehr vieler Profispieler.
- Sakata Eio (1920–2010, japanisch 坂田 栄男) und
- Fujisawa Shukō (1925–2009) dominierten die goldene Zeit des japanischen Go in den 1960er und 1970er Jahren.
- Iyama Yūta (geb. 1989, japanisch 井山 裕太): jüngster japanischer 9. Dan und derzeit stärkster Spieler Japans (Stand: 2015).[31] In den Top 5 der Weltrangliste vertreten.[25] Mit der Erringung des Jūdan am 30. Juni 2016 gelang es ihm als erstem Profispieler, alle sieben japanischen Go-Titel gleichzeitig zu halten.

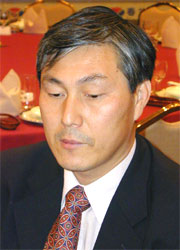
Cho Hun-hyeon

#### Südkorea
- Chō Chikun (auch Cho Chi-hun, geb. 1956, kor. 조치훈, Hanj. 趙治勲) in Japan von Kitani Minoru zum Profi ausgebildet, dominierte die japanische Szene in den 1980ern und 1990ern. Er konnte alle wichtigen Titel (Kisei, Honinbo, Meijin) mehrere Jahre gegen seine Herausforderer verteidigen.[32]
- Lee Chang-ho (geb. 1975, kor. 이창호, Hanj. 李昌鎬) galt von 1991 bis 2006 als der stärkste Spieler der Welt.[33]
- Sein Lehrer Cho Hun-hyeon (geb. 1953, kor. 조훈현, Hanj. 曺薰鉉) war in den 1980er und 1990er Jahren einer der stärksten Spieler der Welt.[25]

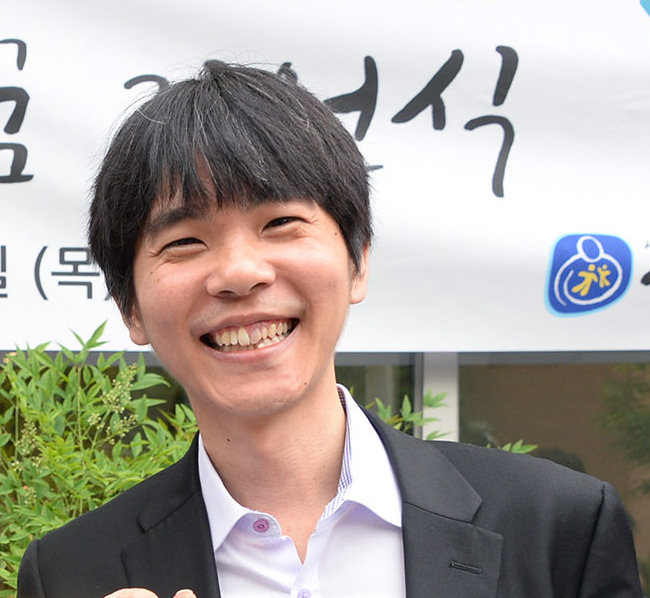
Lee Sedol 2016

- Lee Sedol (geb. 1983, kor. 이세돌, Hanj. 李世乭) galt von 2007 bis 2011 als stärkster Spieler der Welt.[34]
- Park Junghwan (geb. 1993, kor. 박정환, Hanj. 朴廷桓) jüngster koreanischer 9. Dan, welcher seit 2012 als einer der stärksten Spieler der Welt gilt.[35] Derzeit (November 2020) auf Platz 3 der Weltrangliste.[25]
- Shin Jin-seo (geb. 2000, kor. 신진서) ist der erste Spieler, der die Elo-Wertung 2800 erreichte und steht seit Ende 2018 auf Platz 1 der Weltrangliste.[36]

#### Spieler von außerhalb Asiens

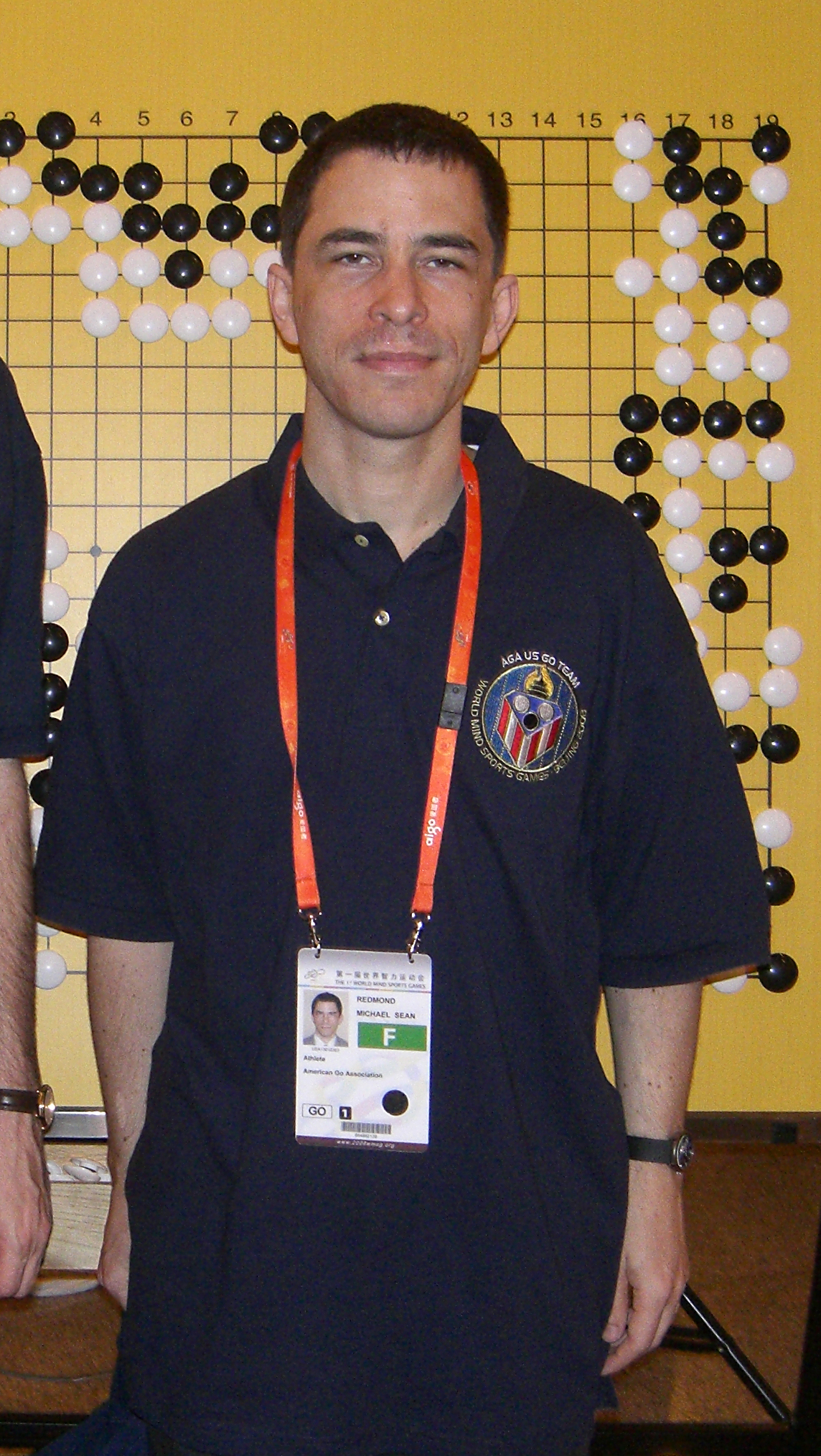
Michael Redmond 2008

- Manfred Wimmer (1944–1995, Österreich). Erhielt 1978 als erster westlicher Spieler ein japanisches Profi-Diplom.[37]
- Michael Redmond (geb. 1963, USA). Erster westlicher Spieler, der den 9. Profi-Dan erreichte. In Japan aktiv.[38]
- Hans Pietsch (1968–2003, Deutschland). Bislang einziger deutscher professioneller Go-Spieler, in Japan ausgebildet. Er wurde am 16. Januar 2003 während einer Go-Promotion-Tour in Guatemala bei einem bewaffneten Raubüberfall ermordet. Ihm wurde postum der 6. Dan verliehen.
- Catalin Taranu (geb. 1973, Rumänien), 5. Profi-Dan, in Japan ausgebildet
- Alexandre Dinerchtein (geb. 1980, Russland), 3. Profi-Dan, in Korea ausgebildet, mehrfacher Europameister.
- Svetlana Shikshina (geb. 1980, Russland), 3. Profi-Dan, in Korea ausgebildet, erste professionelle Go-Spielerin Europas.

## Go im deutschsprachigen Raum

### Geschichte
Bis ins späte 19. Jahrhundert war Go in Europa nur dem Namen nach bekannt.
1877 veröffentlichte der berühmte englische Sinologe Herbert Giles eine Spielbeschreibung unter dem Titel Weichi or the Chinese Game of War.
Der deutsche Chemiker Oskar Korschelt war von 1875 bis 1886 in Japan tätig.
1880 veröffentlichte er die Artikelreihe Das Japanisch-chinesische Spiel „Go“. Ein Concurrent des Schach. Durch diese Veröffentlichungen erlangten nun auch deutsch-sprachige Interessenten die Möglichkeit, dieses Spiel zu erlernen.
Offenbar wurde Korschelts Werk jedoch eine größere Öffentlichkeit zuteil als der Veröffentlichung von Giles. In seiner englischen Übersetzung The Theory and Practice of Go ist Korschelts Werk noch erhältlich. Nach seinem Japanaufenthalt zog Korschelt nach Leipzig; seitdem wird dort Go gespielt.
Im Jahr 1905 bildete sich in Berlin ein kleiner Kreis von Schachspielern, die Go unter Anleitung eines japanischen Studenten praktizierten. Zu diesem Kreis stieß 1907 auch Emanuel Lasker, der von 1894 bis 1921 amtierender Schach-Weltmeister war. Ein weiteres Mitglied dieses Go-Zirkels war Eduard (Edward) Lasker (mit dem Schachweltmeister nur indirekt verwandt), der bald in die Vereinigten Staaten emigrierte und dort die American Go Association mitbegründete. Nach dem Ersten Weltkrieg, im Jahr 1919, entstand in Berlin der erste deutsche Go-Klub.
Im Jahr 1909 gab der österreichische Physiker Leopold Pfaundler in Graz die erste deutschsprachige Go-Publikation heraus. Während des Ersten Weltkrieges entstand im österreichischen Marinestützpunkt Pula, in Istrien, der größte Go-Zirkel Europas.
Ab 1920 wurde die Deutsche Go-Zeitung vom Dresdner Bruno Rüger erneut herausgegeben und entwickelte sich rasch zu einem wichtigen Kommunikationsmedium der Go-Spieler im deutschsprachigen Raum. Zu dieser Zeit galt Felix Dueball, dessen Spielstärke damals in etwa einem 1. Dan-Grad entsprach, als bester Spieler Deutschlands. Von einem Turnier in Berlin 1930 hat sich die Notation einer Partie gegen den erwähnten Emanuel Lasker erhalten. Lasker gewann die Partie gegen Dueball. 1930 wurde Dueball zusammen mit seiner Frau vom japanischen Multimillionär Baron Okura für 12 Monate nach Japan eingeladen, wo er das Go-Spiel intensiv studierte und sich an einigen Turnieren beteiligte. In die Go-Geschichte ist eine Partie Dueballs gegen den damals prominentesten Spieler Japans Honinbō Shūsai eingegangen. 1936 spielte Dueball – zu Werbezwecken – eine Fernpartie Go gegen den ehemaligen japanischen Minister für Kultur, Ichiro Hatoyama. Die laufende Partie wurde Zug für Zug sowohl im Völkischen Beobachter als auch in der japanischen Zeitung Nichi-Nichi abgedruckt. Hatoyama, der mit dem 2. Dan eingestuft wurde, gewann die Partie. Felix Dueball wird im Übrigen auch namentlich im Roman Meijin, einem Schlüsselroman aus der damaligen Go-Szene, des japanischen Literaturnobelpreisträgers Yasunari Kawabata erwähnt.
1978 erhielt der Österreicher Manfred Wimmer als erster Nicht-Asiate einen japanischen Profi-Rang, nur wenige Monate danach wurde die gleiche Ehre auch dem US-Amerikaner James Kervin zuteil. Die führenden nicht-asiatischen Spieler kommen außer den USA vor allem aus Osteuropa, insbesondere aus Russland und Rumänien, wo sich das Spiel seit der politischen Öffnung (1989) stark verbreitet hat.
Seit 1957 wird der Europameister ermittelt. Bis 1979 waren fast alle Europameister Deutsche oder Österreicher, seit 1980 kein einziger mehr. Allerdings lebt der aktuelle Europameister (Stand: 2023), der Ukrainer Andrii Kravets, seit 2021 in Deutschland.

### Gegenwart
In Deutschland, Österreich und der Schweiz sind inzwischen rund 2500 Go-Spieler in Vereinen und Verbänden organisiert, der mit Abstand größte davon ist der Deutsche Go-Bund (DGoB). In den letzten Jahren hat die Anzahl von Seminaren, Schulungen und Simultanspielen mit starken Amateuren (7. Dan) und Profispielern aus China, Japan und Korea, den Go-Zentren der Welt, stark zugenommen. Die aus Südkorea stammende Yoon Young-Sun ist die erste Profi-Spielerin, die ihren Wohnsitz nach Deutschland verlegt hat. Sie unterrichtet Go in Hamburg. In Wien haben in den letzten Jahren Profi-Spieler aus Japan ein zeitweiliges Domizil gefunden. Der amtierende deutsche Meister ist Benjamin Teuber (6. Dan Amateur).
Die Arbeit der wachsenden Anzahl von Schul-Go-AGs wird durch die seit 2003 stattfindende deutsche Schul-Go-Meisterschaft (Hans Pietsch Memorial) stark gefördert. Damit ist es gelungen, den typischen Go-Einstieg aus der Universität in die Schule zu verlagern. In Deutschland entstanden seit 2002 einige Go-Verlage, etwa der Hebsacker Verlag und der Verlag Brett und Stein, über die man Go-Material auch im Internet bestellen kann.
In jeder größeren europäischen Stadt gibt es Go-Treffs und Spielabende. In Metropolen wie Hamburg, Berlin oder Wien kann man an jedem Abend in einem Spieltreff Go spielen. Regelmäßige Turniere finden in vielen Städten statt. Für über 5000 aktive europäische Turnierspieler wird eine gesamteuropäische Ratingliste (European Go Database) geführt.
In Japan finden jährlich die Amateurweltmeisterschaften statt. 2008 wurden zum ersten Mal die Weltdenksportspiele (World Mind Sports Games) in der Olympiastadt Peking ausgetragen. Zu diesen internationalen Veranstaltungen entsenden viele Länder ihre Vertreter.

## Kennzahlen und Spieltheorie
In der Spieltheorie wird Go den endlichen Nullsummenspielen mit perfekter Information zugeordnet. Theoretisch könnte man also je nach Komi ermitteln, ob bei beiderseits perfektem Spiel Schwarz oder Weiß gewinnt oder die Partie unentschieden ausgehen muss. Nach heutigem Wissensstand erscheint es jedoch ausgeschlossen, dass diese Frage durch vollständige Berechnung des Suchbaums geklärt werden kann, da die Komplexität des Spiels andere ungelöste Spiele wie Schach sogar noch bei Weitem übersteigt.
| Brett- größe 0 | Brett positionen N | 3N                     | Anteil an gültigen Positionen | gültige Spiel- positionen |
| -------------- | ------------------ | ---------------------- | ----------------------------- | ------------------------- |
| 1×1            | 1                  | 3                      | 33,3 %                        | 1                         |
| 2×2            | 4                  | 81                     | 70,4 %                        | 57                        |
| 3×3            | 9                  | 19.683                 | 64,4 %                        | 12.675                    |
| 4×4            | 16                 | 43.046.721 =4,30×10007 | 56,5 %                        | 24.318.165 =2,43×10007    |
| 5×5            | 25                 | 8,47×10011             | 49,0 %                        | 4,10×10011                |
| 9×9            | 81                 | 4,40×10038             | 23,4 %                        | 1,04×10038                |
| 13×13          | 169                | 4,30×10080             | 08,7 %                        | 3,72×10079                |
| 19×19          | 361                | 1,74×10172             | 01,2 %                        | 2,08×10170                |

Die Zahl der gültigen 19×19-Positionen wurde 2016 von Tromp et al. exakt berechnet (etwa 2×10170), diese Zahl hat (im üblichen Dezimalsystem) 171 Ziffern, hier in neun Zeilen zu jeweils 19 Ziffern dargestellt:
2081681993819799846

9947863334486277028

6522453884530548425

6394568209274196127

3801537852564845169

8519643907259916015

6281285460898883144

2712971531931755773

6620397247064840935

## Computer-Go

### 5×5 gelöst
2002 hat ein von Erik van der Werf von der „Computer Games Group“ der Universität Maastricht geschriebenes Computer-Programm namens MIGOS (MIni GO Solver) alle Spielmöglichkeiten für Go auf einem 5×5-Brett durchgerechnet und das Spiel vollständig gelöst: Bei optimalem Spiel gewinnt der anfangende Spieler, Schwarz, das gesamte Spielfeld, unabhängig davon, was Weiß macht.

### 19×19
Die Entwicklung gospielender Computerprogramme erwies sich als erheblich schwieriger als im Fall des Schachspiels: Bis 2015 gab es keines, das mit einem starken Amateur auf dem 19×19-Brett konkurrieren konnte. Dabei wurde schon relativ früh damit begonnen, solche Programme zu schreiben (zum Beispiel Gobang für den Commodore VC20 1982, GO für den Commodore 64 1983 oder den Atari um 1987). Erst im August 2008 gewann ein Spezialprogramm auf dem Supercomputer Huygens gegen einen Go-Profi, allerdings nur mit einer Vorgabe von neun Steinen. Im Oktober 2015 gewann das von Google DeepMind entwickelte Programm AlphaGo ohne Vorgabe gegen den mehrfachen Europameister Fan Hui (2P) und im März 2016 vier von fünf Mal gegen Lee Sedol, der als einer der weltbesten Spieler gilt.
Starke Go-Programme sind/waren: The Many Faces of Go, MoGo, MyGoFriend, Leela, Crazy Stone und Zen. Mit Hikarunix gab es auch eine Live-CD, die verschiedene freie Go-Programme und Clients enthielt.
Vier Versionen von AlphaGo zählt DeepMind mittlerweile. Sie alle beruhen auf einer Kombination von neuronalen Netzen und der Baumsuchtechnik. Während die neuronalen Netze der ersten drei Versionen mit Millionen von Stellungen aus Partien zwischen starken menschlichen Spielern trainiert wurden, hat die 2017 veröffentlichte Version AlphaGo Zero das Spiel innerhalb von 36 Stunden von Grund auf selbst gelernt, nur aufgrund der Spielregeln und des Spielens gegen sich selbst. In internen Tests hat Alpha Go Zero die „Master“-Version von AlphaGo nochmals bei weitem übertroffen. Alpha Go Zero hat das menschliche Go Wissen von 1000 Jahren in nur 36 Stunden übertroffen. Dabei sind während des Lernprozesses viele noch unbekannte Spieltaktiken entdeckt worden. Gegen Menschen braucht sie somit gar nicht mehr anzutreten.
In der Goprogrammierung werden andere Techniken eingesetzt als in den meisten anderen Zweispielerspielen ohne Zufall und mit vollständiger Information. Im Schach kann eine mittlere Spielstärke durch Kombination einer fehlerfreien Implementation der Schachregeln, des Alpha-Beta-Algorithmus mit Ruhesuche, und einer relativ einfachen Bewertungsfunktion erreicht werden. Im Go scheint dies auf den ersten Blick an der größeren Variantenvielfalt zu scheitern (die unvorstellbar hohe Anzahl verschiedener Stellungen, die auf einem 19×19-Brett möglich sind, ist etwa 2,08 × 10170, im Schach „nur“ etwa 1043 mögliche Stellungen). Im Vergleich: Die Anzahl aller Atome im gesamten Universum beträgt ungefähr 1080. Es gibt mithin mehr Go-Stellungen als Atome in einer Anzahl von Universen, die dieser Atomanzahl gleicht. Der wirkliche Grund der Vielfalt liegt darin, dass es schwieriger als im Schach ist, eine Bewertungsfunktion für Verwendung mit einer Alpha-Beta-ähnlichen Suche zu schreiben.
Es gibt Programme, wie GoTools, die sich auf das Lösen idealisierter Teilstellungen beschränken. Bei bestimmten Stellungstypen kann dieses Programm menschliche Analyseleistungen bei weitem übertreffen. Für das Ziel des spielstarken Go-Programms ist damit jedoch fast nichts gewonnen, da diese idealisierten und in sich abgeschlossenen Stellungen in der Praxis eine relativ kleine Rolle spielen. Ähnliches gilt für die Ergebnisse, die sich für einige späte Endspiel-Positionen mit Hilfe der kombinatorischen Spieltheorie erzielen lassen.

### Monte-Carlo Tree Search

Die Bewertung der besten Go-Programme auf dem KGS-Server ab 2007. Seit 2006 verwenden die besten Programme Monte Carlo tree search-Methoden.

Im Go wird daher ein anderer Ansatz verwendet, der als Monte-Carlo Tree Search bekannt ist. Die Zugauswahl beruht bei diesen Programmen auf der statistischen Auswertung der Ergebnisse einer großen Anzahl ausgehend von der Wurzelstellung komplett ausgespielter Partien. Da sich bei einem solchen Vorgehen die Bewertung der Endstellungen der Zufallspartien direkt aus den Goregeln ableiten lässt, benötigen diese Programme Gowissen nur für die Suche. Auf dem 9×9-Brett wurden seit Ende 2006 durch Einsatz von Monte-Carlo-Methoden für Suche und Stellungsbewertung erhebliche Fortschritte erzielt. Die Leistungen der besten 9×9-Programme waren Mitte 2007 wahrscheinlich äquivalent der Spielstärke eines europäischen 3-Dans mit durchschnittlicher Erfahrung mit den Besonderheiten des kleinen Brettes.
Feng-hsiung Hsu, der als Programmierer von Deep Blue bekannt wurde, hielt es 2007 für möglich, bis zum Jahr 2017 ein Go-Programm zu entwickeln, das die besten menschlichen Spieler besiegte. Bis dahin werde seiner Ansicht nach Hardware zur Verfügung stehen, die mehr als 100 Billionen Positionen pro Sekunde berechnen könnte.
Im August 2008 gelang es dem Supercomputer Huygens auf dem in Portland in Oregon stattfindenden 24. Jahreskongress des Go-Spiels erstmals, in einem offiziellen Wettkampf gegen einen Menschen mit einer Vorgabe von neun Steinen zu gewinnen. Dabei unterlag der koreanische 8-Dan-Profi Kim Myungwan nach 255 Zügen mit 1,5 Punkten. Die gemeinsame Presseerklärung der Universität von Maastricht, NCF, NWO Physical Sciences und SARA sagt, dass dies der erste Sieg von einem Computer gegen einen Go-Profi ist. Die zusammen mit INRIA Frankreich entwickelte Anwendung MoGo Titan läuft auf Huygens, der sich bei SARA in Amsterdam befindet.
Es ist schwierig, Computerprogrammen Ränge zuzuordnen, da einerseits die Spielstärke moderner Goprogramme stark abhängig ist von der Leistungsfähigkeit der zugrundeliegenden Hardware und von der verwendeten Bedenkzeit, und andererseits menschliche Spieler meistens schnell typische Fehler der Programme finden und diese ausnutzen. Oftmals wertet man deswegen nur die erste Partie eines Menschen gegen ein Computerprogramm zur Einstufung. Wertet man noch weitere Partien, so sinkt die gefühlte Spielstärke dieser Programme nach Meinung vieler Gospieler erheblich. Die stärksten Programme haben etwa auf dem KGS Go Server stabile Ränge in der Gegend von 6 Dan erreicht (Zen, Crazystone – Stand: 2015). Ein neuerer Ansatz zur Bewertung ist das Bayesian Elo-Rating.

### Entwicklung seit 2015
Im März 2015 gewann das Programm Crazy Stone den 8. UEC Cup der japanischen University of Electro-Communications in Chōfu, in dem verschiedene Go-Programme gegeneinander antraten.
Im Oktober 2015 besiegte das Computerprogramm AlphaGo des Unternehmens Google DeepMind den Europameister Fan Hui (Spielstärke Oktober 2015: 2. Profi-Dan, BayesElo: 2908) in fünf aufeinanderfolgenden Spielen. Es war der erste Gleichaufsieg eines Computers über einen Menschen mit Profistärke.
Das Programm spielt in einem Netzwerk zunächst die mögliche Entwicklung des Spiels durch. Mit der Hilfe von Millionen archivierten Spielen sowie der Analyse von Partien gegen sich selbst, erreichte es in diesem Match eine korrekte Vorhersage für den nächsten menschlichen Zug, die mit 57 % deutlich über den bisherigen 44,4 % liegt. Auf diesem Vorhersagemodell baut das Programm in einem zweiten Netzwerk eine Entscheidung über den besten Zug auf, indem es den Sieger auf Grundlage jeder Position vorhersagt. Als Hardware wurden mehrere Systeme getestet: Die AlphaGo-Konfiguration besaß 48 CPUs mit 8 GPUs und erreichte mit max. 5 Sekunden Bedenkzeit eine BayesElo-Spielstärke von 2890. Die Distributed AlphaGo-Konfiguration erreichte mit 1202 CPUs und 176 GPUs 3140 BayesElo. Mit 1920 CPUs und 280 GPUs wurden 3168 BayesElo erreicht. Um die während der Lernphase benötigte massive Rechenleistung bereitzustellen, wurden die Google Cloud Platform und TensorFlow Processing Units (kurz TPUs, ASICs für die Software-Sammlung TensorFlow) eingesetzt.
Im März 2016 spielte AlphaGo gegen Lee Seedol, einen der damals weltweit stärksten Go-Spieler (Spielstärke Januar 2016: 9. Profi-Dan, BayesElo: 3515) ein Match über fünf Partien. Hier gewann AlphaGo vier Durchgänge durch Aufgabe, nur eine – die vierte – Partie gewann Lee.
AlphaZero, eine verallgemeinerte (d. h. auch für andere Brettspiele wie Schach und Shōgi nutzbare) Version der Weiterentwicklung AlphaGo Zero, ist inzwischen in der Lage, nur aufgrund der Spielregeln und durch häufiges Spielen gegen sich selbst eine noch größere Spielstärke als vorherige Versionen zu entwickeln.
Eine Analyse des Spielverhaltens gegen selbstlernende Go-Programme kommt zu dem Schluss, dass sich die Fähigkeiten der spielenden Menschen in Folge signifikant verbessert haben. Die Autoren der Studie sehen dies als Indiz für die generelle Plausibilität maschineller Entscheidungsunterstützung im Sinne Erweiterter Intelligenz (EI/XI).

## Varianten und Abarten
Abweichende, aber gängige Brettgrößen sind 13 × 13 und 9 × 9. Darüber hinaus gibt es Varianten, die Änderungen oder Ergänzungen in der Strategie oder in den Regeln des Spiels nach sich ziehen.
Beim Go auf einem kreisförmigen Spielbrett mit Kreissegmenten als Linien (Rund-Go) gibt es bei gleichen Spielregeln keine Ecken und somit keine Eck-Jōseki mehr. Überlegungen zum Go auf einem Zylindermantel führen zum gleichen Effekt. Beim Go auf einem Torus fallen zusätzlich die Ränder weg. Jeder Punkt ist somit am Anfang des Spiels gleichberechtigt.
Beim Keima-Go wird das normale Spielmaterial verwendet. Allerdings setzt jeder Spieler in seinem Zug zwei Steine im Rösselsprung-Abstand.
Poker-Go verwendet zusätzlich zum normalen Spielmaterial einen gemeinsamen oder zwei spielereigene inhaltsgleiche Stapel mit Karten, von welchen die Spieler abwechselnd Karten mit auszuführenden Anweisungen ziehen. Diese können im Setzen bestimmter Steinformationen, im Bewegen oder auch im Entfernen eigener oder gegnerischer Steine bestehen.
Atari-Go wird als Vorstufe zum eigentlichen Go-Spiel eher von Anfängern gespielt. Die Regeln bleiben dieselben. Gewonnen hat jedoch derjenige, der zuerst einen Stein gefangen hat.
Siehe auch: Govarianten, Gobang, Ninuki Renju und Fünf in eine Reihe

### Sachbücher (Auswahl zum Einstieg)
- Gunnar Dickfeld: Go für Einsteiger. Brett und Stein Verlag, Frankfurt 2016, ISBN 978-3-940563-40-8.
- Gunnar Dickfeld: Leben und Tod. Lehrbücher des Go. Brett und Stein Verlag, Frankfurt 2013, ISBN 978-3-940563-42-2.
- Gunnar Dickfeld: Schwarz am Zug. Das Go-Übungsbuch. Brett und Stein Verlag, Frankfurt 2013, ISBN 978-3-940563-31-6.
- Jörg Digulla u. a.: Das Go-Spiel. Eine Einführung in das asiatische Brettspiel. Hebsacker Verlag, 3., korrigierte Auflage, Hamburg 2008, ISBN 978-3-937499-04-8.
- Michael Koulen: Go. Die Mitte des Himmels. Geschichte, Spielregeln, Meisterpartien. Hebsacker Verlag, 5. Aufl., Hamburg 2006, ISBN 978-3-937499-02-4.
- William S. Cobb: Das leere Brett. Betrachtungen über das Go-Spiel. Brett und Stein Verlag, Frankfurt 2012, ISBN 978-3-940563-01-9.
- Richard Bozulich: Taktiken und Strategien des Go-Spiels. Was man Wissen muss, nachdem man die Regeln gelernt hat. Hebsacker Verlag, Hamburg 2009, ISBN 978-3-937499-05-5.
- Isamu Haruyama: Basic techniques of Go. Ishi Press, Tokio 1984.
- Thomas Hillebrand: Lehrbücher des Go. Elementare Techniken. Brett und Stein Verlag, Frankfurt 2013, ISBN 978-3-940563-41-5.
- Toshirō Kageyama: Lehrstunden in den Grundlagen des Go. Brett und Stein Verlag, Frankfurt 2009, ISBN 978-3-940563-05-7.
- Karl-Friedrich Lenz: Elementare Grundlagen des Go-Spiels. (PDF; 857 kB) Tokio 2004.
- Siegmar Steffens: Go. Das älteste Brettspiel der Welt spielend lernen. Rittel Verlag, Hamburg 2005, ISBN 3-936443-03-3.

### Go-Geschichte, Legenden und Hintergründe
- Richard Bozulich (Hrsg.): The Go Player’s Almanac 2001. Kiseido Publishing, Tokio 2001, ISBN 4-906574-40-8.
- Günter Cießow (Hrsg.): Das Brettspiel aus Japan. Ausstellungskatalog. Ethnologisches Museum, Berlin 2000.
- Noriyuki Nakayama: Die Schatztruhe. Nakayamas Go-Geschichten und Rätsel. Brett und Stein Verlag, 2008, ISBN 978-3-940563-02-6.
- John Power (Hrsg.): Invincible. The Games of Shusaku. Kiseido Publishing, Tokyo 1982, ISBN 4-87187-101-0.
- Franco Pratesi: Eurogo. (3 Bände.). Shaak en Go Winkel, Amsterdam 2004–2006:
  - Volume 1: Go in Europe until 1920. 2004, ISBN 88-7999-689-4.
  - Volume 2: Go in Europe 1949–1968. 2004, ISBN 88-7999-997-4.
  - Volume 3: Go in Europe 1968–1988. 2006, ISBN 88-7999-997-4.
- Ti-lun Luo: Weigi. Vom Getöne der schwarzen und weißen Steine; Geschichte und Philosophie des chinesischen Brettspiels. Lang, Frankfurt am Main 2002, ISBN 3-631-36504-7.
- Zhang Ni: Der Klassiker des Go in dreizehn Kapiteln. Übersetzt von Dr. Martin Bödicker. CreateSpace Independent Publishing Platform 2014, ISBN 978-1-5027-0459-7.

### Belletristik
- Shan Sa: Die Go-Spielerin. Roman. Piper, München 2004, ISBN 3-492-04661-4.
- Kawabata Yasunari: The Master of Go. Vintage Books, New York 1996, ISBN 0-679-76106-3.
  - dt.: meijin. Brett und Stein Verlag, Frankfurt, 2015, ISBN 978-3-940563-22-4.
- Hajin Lee: Jenseits des Bretts. Der ungewöhnliche Weg einer professionellen Go-Spielerin. Brett und Stein Verlag, Frankfurt 2017, ISBN 978-3-940563-24-8.
- Sung-Hwa Hong: Erster Kyu. Brett und Stein Verlag, Frankfurt 2023, ISBN 978-3-98794-100-9.
- Takeshi Obata, Yumi Hotta: Hikaru no Go. 23 Bände, Carlsen, Hamburg 2004–2010.
- Günter Karau: Go oder Doppelspiel im Untergrund. Roman. Militärverlag der DDR, Berlin 1983, ISBN 3-327-00589-3.
- Muriel Barbery: Die Eleganz des Igels. Roman. dtv, München 2008, ISBN 978-3-423-24658-3.
- Trevanian: Shibumi oder der leise Tod. Heyne, München 2011, ISBN 978-3-453-40809-8.

### Manga (Popkultur)
- Hikaru no Go, ein Manga/Anime mit Go-Spiel als Thema

### Spielregeln für Anfänger
- Way to Go (Englisch) – interaktiver Go-Kurs für Anfänger
- Learn to Play Go (Englisch) – interaktiver Go-Kurs für Anfänger
- Einführung des Deutschen Go Bundes
- Spielregeln eines Verlages zum Herunterladen (1) (PDF; 885 kB, 36 Seiten)
- Spielregeln eines Verlages zum Herunterladen (2) (PDF; 265 kB, 2 Doppelseiten Querformat)

### Go für Kinder und Jugendliche
- Euro Go Kids – Informationen und Links für Kinder, Jugendliche, Eltern und Lehrer zum Thema Go

### Go-Server
- KGS Go Server (KGS) – gut besuchter Go-Server mit Spielmöglichkeit auch ohne Programm-Download
- IGS Pandanet – der allererste Go-Server im Internet (englisch); spielbar über den GoPanda2-Client für Windows, Linux & OSX mit deutscher Sprachoption und der PANDANET(Go)-App für Android & iOS.
- Dragon Go Server – rundenbasierter Go-Server
- Online Go Server (OGS) – Browser-basierender Go-Server mit deutscher Sprachoption, bietet viele Features wie Tsumegos (Übungsaufgaben), unterschiedliche Brettgrößen etc.[69]
- Tygem Go Server – koreanischer Go-Server mit hauptsächlich asiatischem Publikum, spielbar über den Tygem-Client (englisch, verfügbar als Windows oder iOS-App)[70]

### Go-Unterricht auf YouTube
- Nick Sibicky auf YouTube – Go-Unterricht für Anfänger (Live-Go, Reviews, mitgefilmte Unterrichtsstunden des Seattle Go Centers) von Nick Sibicky, US-amerikanischer 4D-Spieler (englisch)[71]
- Haylee’s World of Go/Baduk auf YouTube – Go-Unterricht für Fortgeschrittene (meist Live-Go) von Lee Hajin, koreanische 4P-Spielerin (englisch)[72]
- Dwyrin – Go-Unterricht (englisch) für fortgeschrittene Anfänger und bessere Spieler. Der Channel verfügt über mehrere hundert Videos zu den verschiedensten Go-Themen (Reviews, Taktik, Übungen etc.)
- Sunday Go Lessons – Channel von Jonathan Hop (4D-Spieler aus den USA). Es finden sich zahlreiche Lehrvideos, die sich an Neulinge richten, ebenso wie Reviews von Profispielen und originale Go-Wettkämpfe aus Japan mit englischen Untertiteln. (englisch)

### Turniere, Partien, Probleme und Sonstiges
- Sensei’s Library – Wiki, das sich ausschließlich mit Go befasst (englisch)
- gobase.org – umfangreiche Go-Datenbank (englisch)
- goproblems.com – Seite mit vielen Go-Problemen (größtenteils deutsch, englisch)
- EidoGo – Joseki-Datenbank (englisch)
- Waltheri’s go pattern search – Datenbank für Joseki und Fuseki (englisch)
- AlphaGo Teach. In: alphagoteach.deepmind.com. (englisch, AlphaGo-Datenbank).
- Goama – Freie Go-Zeitschrift (englisch)
- MacMahon – Computerprogramm für die Durchführung von Go-Turnieren (englisch)

### Nationale Go-Verbände
- Deutscher Go-Bund – Nachrichten, Forum und vieles mehr
- Go-Verband Österreich
- Schweizer Go-Verband

### Internationale Go-Verbände
- Korea Baduk Association (koreanisch)
- The Nihon Ki-in – Japan Go Association (englisch, japanisch)
- European Go Federation – EGF (englisch)
- American Go Association – AGA (englisch)
- International Go Federation – IGF (englisch)

### Go-Geschichte
- Go History – Sammlung von Essays zur asiat. Go-Geschichte auf gobase.org (englisch)
- Pok’s Go Space – Essays zur Geschichte des Go in Österreich, Europa und Asien (deutsch, englisch)